# Championnat de Russie de football de deuxième division 2021-2022
Navigation
Édition précédente Édition suivante
Spartak-2 Moscou
Torpedo Moscou
Veles Moscou
La saison 2021-2022 de la FNL est la trentième édition de la deuxième division russe. C'est la onzième édition à suivre un calendrier « automne-printemps » à cheval sur deux années civiles. Elle prend place entre le 10 juillet 2021 et le 21 mai 2022, et comprend une trêve hivernale d'environ trois mois entre le 27 novembre 2021 et le 6 mars 2022.
Pour cette édition, vingt clubs du pays sont regroupés au sein d'une poule unique où ils s'affrontent à deux reprises, à domicile et à l'extérieur, pour un total de 380 matchs, soit trente-huit chacun.
En fin de saison, les quatre derniers au classement sont relégués en troisième division tandis que les deux premiers sont directement promus en première division. Le troisième et le quatrième sont quant à eux qualifiés pour le barrage de promotion où ils sont opposés au treizième et quatorzième de la première division afin de déterminer les deux derniers participants de ces deux compétitions pour la saison 2022-2023.
La saison s'achève sur la victoire du Torpedo Moscou qui fait ainsi son retour dans l'élite après sept ans d'absence avec un total de 75 points. Il est accompagné par le Fakel Voronej qui termine deuxième avec une unité de moins et retrouve la première division pour la première fois depuis 2001. Les barragistes sont pour leur part Orenbourg, qui termine ex æquo avec le Fakel mais avec de moins bons résultats lors des affrontements directs, et le SKA-Khabarovsk avec 65 points. Orenbourg obtient par la suite la promotion à l'issue des barrages aux dépens du FK Oufa tandis que le SKA-Khabarovsk y est battu par le FK Khimki.
Au niveau des descentes, le relégué Rotor Volgograd, le Tekstilchtchik Ivanovo ainsi que les promus Kamaz Naberejnye Tchelny et Metallourg Lipetsk terminent tous dans la zone de relégation au terme de l'exercice. Les jours suivant la fin de la saison voient cependant la dissolution du Spartak-2 Moscou ainsi que les rétrogradations administratives de l'Olimp-Dolgoproudny et du Tom Tomsk faute de licence adéquate. Ces différents retraits amènent au repêchage du Kamaz tandis que la compétition est réduite à 18 participants pour la saison 2022-2023.
Le meilleur buteur de la compétition est Maksim Maksimov du Fakel Voronej avec un total de 22 buts marqués. Il est suivi Aleksandr Iouchine du Neftekhimik Nijnekamsk avec 18 réalisations tandis qu'Aleksandr Stavpets (en) du Tom Tomsk occupe la troisième place avec 17 buts inscrits.

## Clubs participants
Dans le cadre de cette saison, le nombre d'équipe participantes, qui était exceptionnellement de vingt-deux lors de l'exercice précédent dû aux circonstances liées à la pandémie de Covid-19 en Russie, a été ramené à vingt.
Parmi ces équipes, quinze d'entre elles étaient déjà présentes la saison précédente, auxquelles s'ajoutent un relégué de première division, le Rotor Volgograd, et quatre promus de troisième division, le Kamaz Naberejnye Tchelny, le Kouban Krasnodar, le Metallourg Lipetsk et l'Olimp-Dolgoproudny, qui remplacent les promus et relégués de l'édition précédente.
L'Akron Togliatti, dix-septième et relégable à l'issue de l'exercice précédent, est finalement repêché après la disparition du FK Tambov. Le 2 juillet 2021, à huit jours du début de la saison 2021-2022, la fédération russe de football reconnaît le Tchaïka Pestchanokopskoïe coupable d'avoir pris part à trois matchs truqués au cours de la saison 2018-2019. En conséquence, le club est rétrogradé administrativement en troisième division tandis que le Tom Tomsk, dix-huitième en 2020-2021, est repêché pour le remplacer.
Légende des couleurs
- Relégué de première division
- Promu de troisième division

| Club                     | Présent depuis | Classement 2020-2021 | Entraîneur               | Stade                                     | Capacité théorique |
| ------------------------ | -------------- | -------------------- | ------------------------ | ----------------------------------------- | ------------------ |
| Rotor Volgograd          | 2021           | 15 (D1)              | Artiom Koulikov          | Volgograd Arena                           | 45 568             |
| FK Orenbourg             | 2020           | 2                    | Marcel Lička (en)        | Stade Gazovik (en)                        | 7 500              |
| Alania Vladikavkaz       | 2020           | 4                    | Spartak Gogniev          | Stade Spartak                             | 32 464             |
| Baltika Kaliningrad      | 2006           | 5                    | Sergueï Ignachevitch     | Baltika Arena                             | 32 000             |
| Torpedo Moscou           | 2019           | 6                    | Aleksandr Borodiouk      | Sportivny gorodok Loujniki Stade Loujniki | 1 872 81 000       |
| Neftekhimik Nijnekamsk   | 2019           | 7                    | Kirill Novikov           | Stade Neftekhimik                         | 3 200              |
| Veles Moscou             | 2020           | 8                    | Sergueï Petrenko         | Stade Avangard (Domodedovo)               | 5 503              |
| Fakel Voronej            | 2015           | 9                    | Oleg Vassilenko          | Stade central                             | 32 750             |
| Ienisseï Krasnoïarsk     | 2019           | 10                   | Vadim Garanine           | Stade central                             | 15 000             |
| SKA-Khabarovsk           | 2018           | 11                   | Alekseï Poddoubski       | Stade Lénine                              | 15 200             |
| Volgar Astrakhan         | 2020           | 13                   | Andranik Babayan         | Stade central                             | 18 000             |
| Spartak-2 Moscou         | 2015           | 14                   | Ievgueni Bushmanov       | Stade Fiodor Tcherenkov                   | 3 077              |
| Tekstilchtchik Ivanovo   | 2019           | 15                   | Sultan Tazabaïev         | Stade Tekstilchtchik                      | 9 565              |
| FK Krasnodar-2           | 2018           | 16                   | Alekseï Gerasimenko (en) | Stade de l'académie de Krasnodar          | 2 600              |
| Akron Togliatti          | 2020           | 17                   | Vitali Panov             | Stade Kristall (Jigouliovsk)              | 3 000              |
| Tom Tomsk                | 2017           | 18                   | Sergueï Joukov           | Stade Troud                               | 10 028             |
| Kouban Krasnodar         | 2021           | 1er (D3, groupe 1)   | Robert Ievdokimov        | Stade Kouban                              | 31 654             |
| Olimp-Dolgoproudny       | 2021           | 1er (D3, groupe 2)   | Denis Ievsikov           | Stade Rodina (Khimki)                     | 3 760              |
| Metallourg Lipetsk       | 2021           | 1er (D3, groupe 3)   | Sergueï Machinine        | Stade Metallourg Arena Khimki (Khimki)    | 11 000 18 636      |
| Kamaz Naberejnye Tchelny | 2021           | 1er (D3, groupe 4)   | Ildar Akhmetzianov       | Stade Kamaz (en)                          | 6 248              |

### Changements d'entraîneur
| Club                   | Entraîneur partant       | Date de départ    | Position   | Entraîneur arrivant      | Date d'arrivée   |
| ---------------------- | ------------------------ | ----------------- | ---------- | ------------------------ | ---------------- |
| Rotor Volgograd        | Iouri Baturenko          | 31 mai 2021       | Pré-saison | Dmitri Khokhlov          | 1er juin 2021    |
| Veles Moscou           | Dmitri Bezniak (intérim) | 31 mai 2021       | Pré-saison | Artiom Koulikov          | 1er juin 2021    |
| FK Krasnodar-2         | Artiom Koulikov          | 31 mai 2021       | Pré-saison | Aleksandr Storojouk      | 3 juin 2021      |
| Tom Tomsk              | Aleksandr Kerjakov       | 31 mai 2021       | Pré-saison | Sergueï Joukov           | 10 juin 2021     |
| Kouban Krasnodar       | Pavel Mogilevski (en)    | 21 juin 2021      | Pré-saison | Sergueï Pervouchine (en) | 22 juin 2021     |
| Olimp-Dolgoproudny     | Aleksandr Totchiline     | 30 juin 2021      | Pré-saison | Roman Pylypchuk (en)     | 1er juillet 2021 |
| Ienisseï Krasnoïarsk   | Aleksandr Alfiorov       | 29 juillet 2021   | 19e        | Viktor Treniev           | 29 juillet 2021  |
| Kouban Krasnodar       | Sergueï Pervouchine (en) | 12 août 2021      | 20e        | Aleksandr Totchiline     | 18 août 2021     |
| Baltika Kaliningrad    | Ievgueni Kalechine       | 29 septembre 2021 | 12e        | Sergueï Ignachevitch     | 2 octobre 2021   |
| Tekstilchtchik Ivanovo | Sergueï Pavlov           | 9 octobre 2021    | 17e        | Andreï Aksionov          | 10 octobre 2021  |
| Volgar Astrakhan       | Vitali Panov             | 10 octobre 2021   | 19e        | Andranik Babayan         | 10 octobre 2021  |
| Kouban Krasnodar       | Aleksandr Totchiline     | 12 octobre 2021   | 20e        | Robert Ievdokimov        | 16 octobre 2021  |
| Rotor Volgograd        | Dmitri Khokhlov          | 18 novembre 2021  | 16e        | Alekseï Jdanov (intérim) | 18 novembre 2021 |
| Veles Moscou           | Artiom Koulikov          | 29 novembre 2021  | 10e        | Denis Bouchouïev         | 16 décembre 2021 |
| Rotor Volgograd        | Alekseï Jdanov (intérim) | 7 décembre 2021   | 17e        | Artiom Koulikov          | 7 décembre 2021  |
| Akron Togliatti        | Igor Picușceac           | 7 décembre 2021   | 8e         | Ramon Tribulietx         | 10 décembre 2021 |
| Ienisseï Krasnoïarsk   | Viktor Treniev           | 7 décembre 2021   | 9e         | Vadim Garanine           | 25 décembre 2021 |
| Olimp-Dolgoproudny     | Roman Pylypchuk (en)     | 31 janvier 2022   | 15e        | Aleksandr Totchiline     | 8 février 2022   |
| SKA-Khabarovsk         | Sergueï Iouran           | 22 février 2022   | 5e         | Alekseï Poddoubski       | 22 février 2022  |
| Akron Togliatti        | Ramon Tribulietx         | 2 mars 2022       | 8e         | Vitali Panov             | 4 mars 2022      |
| FK Krasnodar-2         | Aleksandr Storojouk      | 6 mars 2022       | 12e        | Alekseï Gerasimenko (en) | 6 mars 2022      |
| Tekstilchtchik Ivanovo | Andreï Aksionov          | 22 mars 2022      | 20e        | Sultan Tazabaïev         | 12 avril 2022    |
| Veles Moscou           | Denis Bouchouïev         | 23 avril 2022     | 12e        | Sergueï Petrenko         | 29 avril 2022    |
| Olimp-Dolgoproudny     | Aleksandr Totchiline     | 29 avril 2022     | 15e        | Denis Ievsikov           | 30 avril 2022    |

## Calendrier
Il s'agît de la dixième édition de la compétition à suivre un calendrier « automne-printemps » à cheval sur deux années, format adopté par la fédération russe pour tous ses championnats professionnels en 2010. La compétition démarre ainsi officiellement le 10 juillet 202 pour s'achever le 21 mai 2022. En raison de l'hiver russe très rugueux, celle-ci est entrecoupée d'une trêve hivernale démarrant le 27 novembre 2021 à l'issue de la 25e journée pour s'achever le 6 mars 2022,. Les matchs de championnat se jouent généralement durant le week-end, bien que quelques journées soient placées en cours de semaine.
Peu après la fin du championnat sont disputés les barrages de promotion entre les deux premiers non-promus de FNL et les deux derniers non-relégués de première division, qui prennent place les 24 et 27 mai 2022.
Le tableau suivant récapitule le calendrier prévisionnel de la deuxième division pour la saison 2021-2022. Les tours de la coupe de Russie auxquels des clubs de FNL participent sont également indiqués.

## Compétition

### Règlement
Le championnat de la FNL se compose de vingt équipes professionnelles qui s'affrontent chacune deux fois, à domicile et à l'extérieur, pour un total de trente-huit matchs disputés pour chaque équipe. À l'issue de la saison, les deux premiers au classement sont automatiquement promus en première division russe tandis que le troisième et le quatrième sont qualifiés pour les barrages de promotion, où ils affrontent le treizième et le quatorzième de la division supérieure pour une place dans celle-ci. Les quatre derniers au classement sont quant à eux directement relégués en troisième division. Les équipes réserves peuvent être reléguées, mais en aucun cas être promues. Si une de ces équipes termine la saison dans les places de promotion, l'équipe non-réserviste suivante au classement se voit attribuer la qualification à la promotion ou aux barrages. Les autres équipes sont quant à elles maintenues et qualifiées pour prendre part à l'édition 2022-2023 de la compétition, sauf décision administrative contraire.
Si une équipe prenant part au championnat se retire avant la fin de la première moitié de la compétition, l'intégralité de ses résultats sont annulés. Si elle se retire après, l'intégralité de ses résultats restants sont comptés comme des défaites sur tapis vert sur le score de 3-0, tandis que les équipes qui auraient dues être affrontées se voient attribuer une victoire sur le même score. Dans les deux cas, l'équipe qui se retire est automatiquement comptée comme une équipe reléguée et ne peut prendre part à l'édition suivante de la compétition, qu'elle termine parmi les équipes reléguées ou non dans le classement final. Si ce deuxième cas, pouvant concerner les retraits de plusieurs équipes, se présente, les repêchages concernent en priorité les équipes relégables dans l'ordre de leur classement final.
Les effectifs des clubs font également l'objet de restrictions relatives au nombre de joueurs étrangers, qui sont limités à un total de quatre par équipe. Un joueur est considéré comme étranger s'il ne possède pas la nationalité russe ou d'un autre pays membre de l'Union économique eurasiatique, c'est-à-dire l'Arménie, la Biélorussie, le Kazakhstan et le Kirghizistan.

### Critères de départage
Les équipes sont classées selon leur nombre de points. Ceux-ci se répartissent selon un barème de trois points pour une victoire, un seul pour un match nul et aucun pour une défaite. Si deux équipes sont à égalité de points, les critères de départage suivants sont utilisés :
1. Résultats lors des affrontements directs (dans l'ordre : nombre de points, matchs gagnés, différence de buts, buts marqués, buts marqués à l'extérieur) ;
2. Nombre de matchs gagnés ;
3. Différence de buts générale ;
4. Nombre de buts marqués ;
5. Nombre de buts marqués à l'extérieur ;

Si l'égalité concerne plus de deux équipes, le nombre de matchs gagnés devient le premier critère de départage devant les résultats en affrontements directs.
En cas d'égalité absolue entre plusieurs équipes, même après application de ces critères de départage, deux situations se présentent :
1. Si l'égalité concerne les deux premiers au classement, un match d'appui sur terrain neutre est disputé ;
2. Dans les autres cas, les équipes concernées sont départagées par un tirage au sort.

### Classement et résultats

#### Classement
| Rang | Équipe                     | Pts | J  | G  | N  | P  | Bp | Bc | Diff |
| ---- | -------------------------- | --- | -- | -- | -- | -- | -- | -- | ---- |
| 1    | Torpedo Moscou             | 75  | 38 | 20 | 15 | 3  | 65 | 36 | +29  |
| 2    | Fakel Voronej              | 74  | 38 | 23 | 5  | 10 | 60 | 33 | +27  |
| 3    | FK Orenbourg               | 74  | 38 | 23 | 5  | 10 | 64 | 37 | +27  |
| 4    | SKA-Khabarovsk             | 65  | 38 | 18 | 8  | 11 | 48 | 38 | +10  |
| 5    | Ienisseï Krasnoïarsk       | 63  | 38 | 19 | 6  | 13 | 58 | 55 | +3   |
| 6    | Alania Vladikavkaz         | 60  | 38 | 17 | 9  | 12 | 75 | 53 | +22  |
| 7    | Spartak-2 Moscou ,         | 58  | 38 | 18 | 4  | 16 | 48 | 55 | -7   |
| 8    | Neftekhimik Nijnekamsk     | 58  | 38 | 17 | 7  | 14 | 60 | 43 | +17  |
| 9    | Akron Togliatti            | 58  | 38 | 16 | 10 | 12 | 47 | 40 | +7   |
| 10   | Baltika Kaliningrad        | 58  | 38 | 14 | 16 | 8  | 51 | 30 | +21  |
| 11   | FK Krasnodar-2             | 53  | 38 | 15 | 8  | 15 | 45 | 45 | 0    |
| 12   | Kouban Krasnodar P         | 49  | 38 | 13 | 10 | 15 | 45 | 48 | -3   |
| 13   | Veles Moscou               | 48  | 38 | 14 | 6  | 18 | 45 | 48 | -3   |
| 14   | Tom Tomsk                  | 48  | 38 | 13 | 9  | 16 | 51 | 60 | -9   |
| 15   | Olimp-Dolgoproudny P       | 41  | 38 | 9  | 14 | 15 | 35 | 47 | -12  |
| 16   | Volgar Astrakhan           | 39  | 38 | 10 | 9  | 19 | 30 | 43 | -13  |
| 17   | Kamaz Naberejnye Tchelny P | 37  | 38 | 8  | 13 | 17 | 29 | 45 | -16  |
| 18   | Rotor Volgograd R          | 36  | 38 | 7  | 12 | 19 | 37 | 53 | -16  |
| 19   | Metallourg Lipetsk P       | 33  | 38 | 9  | 6  | 23 | 31 | 70 | -39  |
| 20   | Tekstilchtchik Ivanovo     | 23  | 38 | 5  | 8  | 25 | 31 | 76 | -45  |

Promotion en première division
- 1er et 2e : promotion
- 3e et 4e : barrages de promotion

Relégation en troisième division
- 7e, 14e et 15e : rétrogradation
- 18e à 20e : relégation

Abréviations
- R : Relégué de première division
- P : Promu de troisième division

1. 1 2  Du fait de leur statut de club-école pour des équipes de la division supérieure, le FK Krasnodar-2 et le Spartak-2 Moscou sont inéligibles à la promotion.
2. ↑  Le 23 mai 2022, le Spartak Moscou annonce la dissolution du Spartak-2 pour des raisons financières[19].
3. 1 2  Le 3 juin 2022, le Tom Tomsk et l'Olimp-Dolgoproudny se voit refuser la licence de deuxième division par la fédération russe de football et ne peut prendre part à l'édition suivante de la compétition[20].
4. ↑  Premier relégable, le Kamaz Naberejnye Tchelny est finalement repêché au terme de l'exercice pour pallier les différents retraits tandis que la compétition est réduite à 18 participants pour la saison 2022-2023.

#### Résultats
| Résultats (▼dom., ►ext.)                                   | AKR | ALA | BAL | FAK | IEN | KAM | KOU | KRA | MET | NEF | OLI | ORE | ROT | SKA | SPA | TEK | TOM | TOR | VEL | VOL |
| Akron Togliatti                                            |     | 2-1 | 0-0 | 2-0 | 4-1 | 0-0 | 1-0 | 1-0 | 2-0 | 1-3 | 2-1 | 0-3 | 1-0 | 1-2 | 0-1 | 4-1 | 3-3 | 1-0 | 1-1 | 1-0 |
| Alania Vladikavkaz                                         | 2-2 |     | 0-3 | 1-0 | 1-2 | 3-2 | 3-2 | 2-1 | 5-0 | 2-3 | 2-0 | 1-0 | 0-1 | 3-1 | 2-3 | 4-0 | 3-0 | 5-1 | 2-1 | 0-1 |
| Baltika Kaliningrad                                        | 2-0 | 1-1 |     | 0-1 | 1-2 | 0-0 | 0-0 | 2-1 | 0-0 | 0-0 | 1-1 | 1-1 | 2-1 | 2-0 | 0-1 | 3-0 | 4-0 | 1-1 | 1-0 | 0-2 |
| Fakel Voronej                                              | 1-0 | 2-1 | 3-3 |     | 3-1 | 1-0 | 0-0 | 0-0 | 3-2 | 3-1 | 1-0 | 1-0 | 1-0 | 0-1 | 3-0 | 3-0 | 2-0 | 0-1 | 1-0 | 1-0 |
| Ienisseï Krasnoïarsk                                       | 3-2 | 0-3 | 1-0 | 2-1 |     | 0-0 | 2-2 | 2-0 | 2-1 | 2-0 | 1-0 | 1-2 | 1-1 | 3-1 | 2-1 | 3-0 | 2-3 | 0-1 | 3-2 | 2-2 |
| Kamaz Naberejnye Tchelny                                   | 1-2 | 1-1 | 0-1 | 2-1 | 1-1 |     | 0-0 | 2-0 | 3-0 | 0-1 | 1-1 | 0-4 | 0-2 | 1-2 | 4-1 | 1-0 | 2-1 | 0-0 | 1-3 | 0-0 |
| Kouban Krasnodar                                           | 2-0 | 5-5 | 1-1 | 0-4 | 2-1 | 1-0 |     | 0-0 | 0-3 | 0-2 | 0-2 | 0-1 | 2-1 | 1-0 | 1-2 | 1-0 | 2-2 | 1-2 | 0-2 | 1-3 |
| FK Krasnodar-2                                             | 2-0 | 1-3 | 0-3 | 1-2 | 4-0 | 4-1 | 1-2 |     | 1-0 | 2-0 | 2-0 | 5-2 | 1-1 | 3-1 | 1-3 | 1-1 | 2-1 | 1-1 | 0-0 | 1-0 |
| Metallourg Lipetsk                                         | 2-2 | 0-3 | 0-4 | 1-2 | 0-2 | 0-1 | 0-2 | 1-2 |     | 1-2 | 0-0 | 1-0 | 0-1 | 1-1 | 0-2 | 0-0 | 3-2 | 1-3 | 1-0 | 1-0 |
| Neftekhimik Nijnekamsk                                     | 0-0 | 5-2 | 0-0 | 3-0 | 2-3 | 1-1 | 0-3 | 4-1 | 5-0 |     | 1-0 | 2-1 | 1-3 | 0-0 | 5-0 | 3-1 | 0-1 | 0-1 | 2-1 | 0-1 |
| Olimp-Dolgoproudny                                         | 0-2 | 1-1 | 0-2 | 2-0 | 0-0 | 1-1 | 1-0 | 0-1 | 1-0 | 2-4 |     | 0-0 | 2-2 | 0-0 | 1-4 | 1-0 | 1-0 | 3-3 | 0-2 | 2-1 |
| FK Orenbourg                                               | 1-0 | 0-0 | 2-1 | 0-2 | 2-0 | 2-0 | 1-3 | 2-0 | 4-0 | 1-0 | 2-2 |     | 0-3 | 2-0 | 2-1 | 2-0 | 2-1 | 1-0 | 2-1 | 4-0 |
| Rotor Volgograd                                            | 1-2 | 0-0 | 1-1 | 1-2 | 2-3 | 1-0 | 1-3 | 1-2 | 0-1 | 2-1 | 1-1 | 0-3 |     | 0-0 | 0-1 | 0-0 | 1-5 | 1-1 | 0-3 | 1-1 |
| SKA-Khabarovsk                                             | 0-3 | 2-0 | 0-2 | 2-1 | 4-3 | 1-0 | 1-0 | 1-0 | 1-0 | 3-1 | 3-3 | 1-0 | 3-1 |     | 0-1 | 4-0 | 2-0 | 0-1 | 2-0 | 1-0 |
| Spartak-2 Moscou                                           | 0-1 | 3-2 | 1-2 | 2-0 | 2-1 | 3-0 | 0-0 | 0-0 | 3-2 | 0-4 | 0-2 | 2-3 | 1-1 | 1-1 |     | 2-1 | 3-1 | 0-1 | 0-2 | 1-0 |
| Tekstilchtchik Ivanovo                                     | 2-2 | 0-4 | 3-2 | 0-5 | 0-1 | 4-1 | 1-3 | 0-1 | 1-2 | 1-0 | 3-1 | 2-5 | 1-3 | 0-3 | 1-2 |     | 1-1 | 1-1 | 2-0 | 1-2 |
| Tom Tomsk                                                  | 2-1 | 1-3 | 1-0 | 2-2 | 0-1 | 1-0 | 2-1 | 1-2 | 2-2 | 1-1 | 1-1 | 1-2 | 1-1 | 1-0 | 1-0 | 1-0 |     | 2-5 | 1-0 | 2-1 |
| Torpedo Moscou                                             | 0-0 | 3-1 | 2-2 | 2-2 | 2-1 | 1-1 | 2-2 | 2-0 | 7-1 | 1-1 | 1-0 | 2-1 | 1-0 | 0-0 | 5-0 | 0-0 | 3-3 |     | 1-0 | 1-0 |
| Veles Moscou                                               | 1-1 | 2-2 | 1-1 | 0-4 | 1-0 | 0-0 | 1-0 | 3-1 | 1-2 | 1-2 | 1-0 | 1-2 | 3-1 | 1-2 | 2-1 | 3-2 | 1-0 | 3-5 |     | 0-2 |
| Volgar Astrakhan                                           | 1-0 | 1-1 | 2-2 | 0-2 | 2-3 | 0-1 | 0-2 | 0-0 | 0-2 | 1-0 | 0-1 | 2-2 | 2-0 | 1-1 | 1-0 | 1-1 | 0-3 | 0-1 | 0-1 |     |
| - Victoire à domicile - Match nul - Victoire à l'extérieur |     |     |     |     |     |     |     |     |     |     |     |     |     |     |     |     |     |     |     |     |

### Barrages de promotion
Le troisième et le quatrième du championnat affrontent respectivement le quatorzième et le treizième de la première division à la fin de la saison dans le cadre d'un barrage aller-retour. Ces rencontres sont disputées les 25 et 28 mai 2022. Elles opposent ainsi le SKA-Khabarovsk au FK Khimki et le FK Orenbourg au FK Oufa, le match aller se jouant sur la pelouse de l'équipe du second échelon et la rencontre retour sur celle du club de première division.
Ce premier affrontement voit dans un premier temps le SKA s'imposer chez lui sur le score de 1-0 grâce à un but d'Emerson (en) au quart d'heure de jeu. Les Khimkiens renversent cependant la tendance au match retour, égalisant rapidement par l'intermédiaire de Denis Glouchakov sur penalty à la 7e minute avant de prendre l'avantage sur un but de Reziuan Mirzov juste avant la mi-temps. Aleksandr Dolgov (en) porte ensuite le score à 3-0 en début de deuxième période, permettant à Khimki d'assurer son maintien sur le score cumulé de 3 buts à 1.
De son côté, Oufa prend rapidement les devants sur la pelouse d'Orenbourg grâce à un penalty de Gamid Agalarov à la 19e minute de jeu avant qu'un autre penalty transformé cette fois par Vladislav Kamilov (en) ne donne un avantage de deux buts aux Oufiens à l'heure de jeu. Les hôtes finissent cependant par revenir dans la partie, Renato Gojković (en) réduisant l'écart à la 70e minute avant qu'Andreï Malykh (en) ne remette les deux équipes à égalité un quart d'heure plus tard, le match aller s'achevant sur le score final de 2 buts partout. Lors du match retour à Oufa, c'est cette fois Orenbourg qui prend l'avantage dès la 13e minute sur un but de Joel Fameyeh (en). Les hôtes finissent par réagir juste avant la mi-temps par l'intermédiaire de Iouri Jouravlov qui remet les deux équipes à égalité, avec cependant un avantage aux buts à l'extérieur pour Oufa. À l'issue d'une seconde période très tendue ponctuée de huit cartons jaunes, Orenbourg finit par trouver la faille durant le temps additionnel lorsqu'Andreï Malykh inscrit le but de la victoire, assurant ainsi la promotion des siens ainsi que la relégation d'Oufa en deuxième division.
Légende des couleurs
- Maintien en première division.
- Promotion en première division.
- Maintien en deuxième division.
- Relégation en deuxième division.

| Équipe              | Aller | Total | Retour | Équipe         |
| ------------------- | ----- | ----- | ------ | -------------- |
| SKA-Khabarovsk (D2) | 1 - 0 | 1 - 3 | 0 - 3  | (D1) FK Khimki |
| FK Orenbourg (D2)   | 2 - 2 | 4 - 3 | 2 - 1  | (D1) FK Oufa   |

| Entraîneur :       |
| Alekseï Poddoubski |

| Remplaçants :  |
| Sergueï Iouran |

| Entraîneur :       |
| Alekseï Poddoubski |

| Remplaçants :  |
| Sergueï Iouran |

| Entraîneur :   |
| Sergueï Iouran |

| Entraîneur :       |
| Alekseï Poddoubski |

| Entraîneur :   |
| Sergueï Iouran |

| Entraîneur :       |
| Alekseï Poddoubski |

| Entraîneur :      |
| Marcel Lička (en) |

| Entraîneur :           |
| Alekseï Stoukalov (en) |

| Entraîneur :      |
| Marcel Lička (en) |

| Entraîneur :           |
| Alekseï Stoukalov (en) |

| Entraîneur :           |
| Alekseï Stoukalov (en) |

| Entraîneur :      |
| Marcel Lička (en) |

| Entraîneur :           |
| Alekseï Stoukalov (en) |

| Entraîneur :      |
| Marcel Lička (en) |

## Résumé de la saison

### Prévisions d'avant-saison
Vice-champion la saison précédente mais n'ayant pu être promu pour des raisons administratives, le FK Orenbourg se dégage comme le principal favori de la compétition. Le Rotor Volgograd, relégué du premier échelon, ainsi que l'Alania Vladikavkaz, le Baltika Kaliningrad et le Torpedo Moscou, qui avaient finis quatrième à sixième en 2020-2021, sont eux aussi cités comme des candidats sérieux à la montée directe. D'autres équipes telles que le Fakel Voronej, le Ienisseï Krasnoïarsk, le Neftekhimik Nijnekamsk, le SKA-Khabarovsk et même le promu Kouban Krasnodar sont également évoqués comme de potentiels outsiders par des consultants pour le site Sportbox.ru (ru), en raison notamment de leurs bonnes performances lors de la deuxième partie de l'exercice précédent,.
D'après Dmitri Varganov pour le site Sports.ru, les trois autres promus du troisième échelon, le Kamaz Naberejnye Tchelny, Metallourg Lipetsk et l'Olimp-Dolgoproudny sont les clubs les plus menacés par la descente en compagnie du FK Krasnodar-2, du Tekstilchtchik Ivanovo et du Tom Tomsk, qui avaient terminés proches de la relégation la saison précédente. Le Veles Moscou, huitième en tant que promu en 2020-2021, est également cité dans ce groupement, ayant en effet perdu son entraîneur peu avant la fin de l'exercice précédent ainsi que ses meilleurs joueurs durant l'intersaison.

### Première partie de saison

#### Un début dominé par le Torpedo Moscou et le Fakel Voronej - Journées 1 à 5
Jouée les 10 et 11 juillet 2021, la première journée de la saison 2021-2022 prend place un peu moins de deux mois après la conclusion de l'édition précédente de la première et de la deuxième division 2020-2021, et moins d'un mois après le terme du championnat de troisième division. Cette première manche est marquée par la large victoire d'Orenbourg, qui réussit son entrée en matière avec un succès 4-0 sur ses terres face au Volgar Astrakhan pour s'adjuger la première place. Le promu Metallourg Lipetsk s'impose lui aussi à domicile contre le Tom Tomsk (3-2) et occupe la deuxième position, suivi du SKA-Khabarovsk et du Torpedo Moscou, vainqueurs de l'Akron Togliatti (2-1) et du Kouban Krasnodar (2-1) à l'extérieur. Le Neftekhimik Nijnekamsk et le Veles Moscou s'imposent également de leur côté devant l'Olimp-Dolgoproudny (1-0) et le Ienisseï Krasnoïarsk (1-0). Les quatre rencontres restantes s'achèvent quant à elles par des matchs nuls, le plus notable étant celui opposant le Baltika Kaliningrad et le Fakel Voronej pour un score final de 3-3. Le relégué Rotor Volgograd est pour sa part tenu en échec à domicile par le Tekstilchtchik Ivanovo (0-0),.
Le tour suivant voit Orenbourg et le Torpedo Moscou confirmer leurs premiers succès avec deux larges victoires contre le Metallourg Lipetsk (4-0) et le Spartak-2 Moscou (5-0) qui leur permet d'occuper les deux premières places. Ils sont notamment suivis par l'Alania Vladikavkaz et le Fakel Voronej, vainqueurs respectifs du FK Krasnodar-2 (3-1) et du Veles Moscou (1-0) après des résultats nuls lors de la première journée, qui s'adjugent les deux places de barragistes à cette occasion. Le Neftekhimik Nijnekamsk et le SKA-Khabarovsk se neutralisent pour leur part sur la pelouse du premier (0-0) tandis que le Rotor Volgograd est encore tenu en échec à domicile par l'Olimp-Dolgoproudny (1-1). Au terme de cette manche, seul le Volgar Astrakhan, battu sur la pelouse de l'Akron Togliatti (0-1), ne compte encore aucun point à son actif,.
Vainqueur de l'Alania Vladikavkaz (3-1), le Torpedo Moscou prend la première position à l'issue du troisième tour, profitant en cela de la contre-performance d'Orenbourg tenu en échec à Baltika Kaliningrad (1-1). Le podium est complété par le Fakel Voronej qui s'impose contre le Tom Tomsk (2-0) alors que le Veles Moscou occupe la deuxième place de barragiste après son succès sur la pelouse du Kouban Krasnodar (2-0). Plus bas au classement, le Rotor Volgograd concède un troisième match nul d'affilée contre le SKA-Khabarovsk (0-0) tandis que le Volgar Astrakhan obtient ses premiers points contre le Neftekhimik Nijnekamsk (1-0), laissant la dernière place au Kouban. Les trois autres relégables sont le Ienisseï Krasnoïarsk, battu par le Spartak-2 Moscou (1-2), ainsi que le FK Krasnodar-2 et le Tekstilchtchik Ivanovo qui se sont respectivement neutralisés (1-1),.
Dernière manche du mois de juillet, la quatrième journée voit le Torpedo être tenu en échec à domicile par le Tekstilchtchik Ivanovo (0-0) et être rejoint en tête par le Fakel Voronej, vainqueur pour sa part sur la pelouse d'Orenbourg (2-0), bien que conservant l'avantage de la différence de buts. Le Veles Moscou passe quant à lui troisième après sa victoire face au Tom Tomsk (1-0) tandis que le SKA-Khabarovsk monte en quatrième en s'imposant sur la pelouse du Kamaz Naberejnye Tchelny (2-1). Le Neftekhimik Nijnekamsk et l'Alania Vladikavkaz réalisent les deux plus gros succès de ce tour en s'imposant respectivement 5-0 à domicile contre le Metallourg Lipetsk et 3-0 sur les terres du Ienisseï Krasnoïarsk. À noter également le nouveau match nul du Rotor Volgograd, cette fois face au Volgar Astrakhan (1-1),.
L'ensemble du top 4 continue sur sa lancée au tour suivant, le Torpedo Moscou, le Fakel Voronej et le SKA-Khabarovsk s'imposant tous à domicile contre l'Olimp-Dolgoproudny (1-0), l'Akron Togliatti (1-0) et Krasnodar-2 (1-0) tandis que le Veles Moscou l'emporte sur la pelouse du Spartak-2 (2-0). Derrière, Orenbourg et l'Alania Vladikavkaz sont eux victorieux du Tom Tomsk (2-1) et du Kouban Krasnodar (3-2) tandis que le Neftekhimik Nijnekamsk est tenu en échec par le Baltika Kaliningrad (0-0). En bas de classement, le Ienisseï Krasnoïarsk remporte sa première victoire de la saison sur les terres du Tekstilchtchik Ivanovo (1-0) alors que le Metallourg Lipetsk et le Volgar Astrakhan sont battus chez eux par le Rotor Volgograd (0-1) et le Kamaz Naberejnye Tchelny (0-1),. Quelques jours après la fin du cinquième tour, le promu Kouban Krasnodar, dernier au classement avec un seul point, annonce le départ de son entraîneur Sergueï Pervouchine (en) le 12 août.

#### La montée d'Orenbourg - Journées 6 à 11
La sixième journée est marquée par deux affrontements de haut de classement, avec d'une part la réception du Veles Moscou par Orenbourg et d'autre part celle du Fakel Voronej par le Neftekhimik Nijnekamsk. Ces deux rencontres s'achèvent sur la victoire des hôtes, sur des scores respectifs de 2-1 et 3-0. Vainqueur sur la pelouse du SKA-Khabarovsk (1-0), le Torpedo Moscou profite ainsi de la contre-performance du Fakel pour s'échapper en tête du classement. Dans le reste de la première partie de tableau, le Kamaz Naberejnye Tchelny enchaîne un nouveau succès contre le Metallourg Lipetsk (3-0) pour revenir à un point des barrages tandis que l'Alania Vladikavkaz s'incline sur la pelouse du Spartak-2 Moscou (2-3). Aux dernières positions, le Kouban Krasnodar remporte son premier succès de la saison contre le Tekstilchtchik Ivanovo (1-0) tandis que l'Olimp-Dolgoproudny, le Volgar Astrakhan et l'Akron Togliatti s'inclinent devant le Ienisseï Krasnoïarsk (0-1), Krasnodar-2 (0-1) et le Tom Tomsk (1-2). Un dernier résultat voit le Rotor Volgograd et le Baltika Kaliningrad se tenir en échec (1-1) pour enregistrer chacun leur cinquième match nul sur six rencontres,. Quelques jours après la fin de ce tour, le Kouban Krasnodar annonce la nomination d'Aleksandr Totchiline au poste d'entraîneur.
Au tour suivant, l'ensemble des occupants du podium s'imposent, avec le succès du Torpedo Moscou à Astrakhan (1-0) ainsi que les victoires à domicile du Fakel Voronej et d'Orenbourg contre le Rotor Volgograd (1-0) et l'Akron Togliatti (1-0). Tandis que le Veles Moscou et l'Alania Vladikavkaz se tiennent tous les deux en échec (2-2), le SKA-Khabarovsk reprend la quatrième position en s'imposant contre le Ienisseï Krasnoïarsk à l'issue d'un match prolifique (4-3). Le Spartak-2 revient lui aussi à hauteur des places de barrages en battant le Tekstilchtchik Ivanovo (2-1) alors que le Neftekhimik Nijnekamsk et le Kamaz Naberejnye Tchelny sont tous les deux battus chez eux par le Tom Tomsk (0-1) et le Baltika Kaliningrad (0-1). Dans le bas de classement, l'Olimp-Dolgoproudny est le seul relégable à l'emporter face au Kouban Krasnodar (1-0), le Tekstilchtchik passant ainsi dernier et restant la seule équipe sans victoire à ce stade de la saison,.
Dernière manche du mois d'août, la huitième journée voit le Torpedo Moscou confirmer sa position de leader avec un large succès à domicile contre le Metallourg Lipetsk sur le score de 7-1, lui permettant d'enchaîner une quatrième victoire de suite. Pendant ce temps, le revers du Fakel Voronej à Naberejnye Tchelny (1-2) l'oblige à laisser la deuxième position à Orenbourg, vainqueur du Neftekhimik Nijnekamsk (1-0), et même de chuter à la quatrième place après la victoire du SKA-Khabarovsk contre le Kouban Krasnodar (1-0). Parmi les outsiders, au succès du Kamaz s'ajoute celui de l'Alania Vladikavkaz face au Tekstilchtchik Ivanovo (4-0) tandis que le Veles Moscou est tenu en échec par l'Akron Togliatti (1-1), formant ainsi un trio comptant 14 unités, soit deux de moins que le premier barragiste. En deuxième partie de classement, le Baltika Kaliningrad s'impose contre Krasnodar-2 (2-1), de même que l'Olimp-Dolgoproudny face au Spartak-2 Moscou (2-0), leur permettant de s'éloigner de la relégation. Les deux derniers matchs de ce tour s'achèvent quant à eux sur deux matchs nuls, l'un concernant le Tom Tomsk et le Rotor Volgograd (1-1), et l'autre le Ienisseï Krasnoïarsk et le Volgar Astrakhan (2-2),.
Le tour suivant est quant à lui marqué par de nombreuses contre-performances dans le haut de classement, les principales étant les défaites à domicile du SKA-Khabarovsk et d'Orenbourg contre le Spartak-2 (0-1) et le Rotor Volgograd (0-3) tandis que le Torpedo Moscou et le Fakel Voronej sont tenus en échec par le Baltika Kaliningrad (1-1) et Krasnodar-2 (0-0). Ces résultats profitent notamment au Kamaz Naberejnye Tchelny qui prend la troisième place après son succès face au Tom Tomsk (2-1) tandis que le Neftekhimik Nijnekamsk revient à trois points des places de promotion en s'imposant à Togliatti (3-1). L'Alania Vladikavkaz concède pour sa part le match nul contre l'Olimp-Dolgoproudny (1-1) alors que le Veles Moscou s'incline contre le Tekstilchtchik Ivanovo, qui remporte son premier succès de la saison (2-0). La lutte pour le maintien voit également la victoire du Kouban Krasnodar sur la pelouse du Volgar Astrakhan (2-0) ainsi que la défaite à domicile du Metallourg Lipetsk, qui connaît un cinquième revers d'affilée face au Ienisseï Krasnoïarsk (0-2) et tombe en dernière position,.
La dixième journée est le théâtre de plusieurs affrontements majeurs en haut de classement, avec en particulier la réception du Fakel Voronej par le Torpedo Moscou et d'Orenbourg par le Kamaz Naberejnye Tchelny le 11 septembre. La première rencontre s'achève sur un match nul 2-2 tandis que la seconde débouche sur un large succès des visiteurs sur le score de 4-0, permettant au duo de tête de se placer à six et quatre points des autres candidats à la montée. Ces résultats affectent ainsi la course aux barrages, qui voit également les victoires de l'Alania Vladikavkaz sur le SKA-Khabarovsk (3-1) et du Neftekhimik Nijnekamsk sur la pelouse du Veles Moscou (2-1). Vainqueur du Volgar Astrakhan (1-0), le Spartak-2 Moscou monte pour sa part sur le podium, bien qu'il ne puisse pas être promu. Le bas de classement est quant à lui marqué par les succès de l'Akron Togliatti et du Tekstilchtchik Ivanovo qui sortent de la zone rouge en s'imposant face au Rotor Volgograd (2-1) et l'Olimp-Dolgoproudny (3-1). Le Metallourg Lipetsk remporte pour sa part son premier succès depuis le premier tour à Krasnodar (3-0),.
La tête du championnat finit par échapper au Torpedo Moscou lors de la manche suivante alors que le club concède est tenu en échec pour la troisième fois de suite par le Tom Tomsk à l'issue d'une rencontre prolifique (3-3) ; ce résultat profite ainsi à Orenbourg qui s'impose pour sa part contre Krasnodar-2 (2-0) pour prendre la première position aux critères particuliers. Tandis que le Spartak-2 l'emporte à Lipetsk pour conserver sa troisième place (2-0), le Fakel Voronej et le SKA-Khabarovsk battent respectivement le Ienisseï Krasnoïarsk (3-1) et le Tekstilchtchik Ivanovo (3-0) pour occuper les places de barragistes. Dans le même temps, le Neftekhimik Nijnekamsk est battu à domicile par le Rotor Volgograd (1-3) pendant que l'Alania Vladikavkaz et le Kamaz Naberejnye Tchelny concèdent le match nul sur les pelouses du Volgar Astrakhan (1-1) et de l'Akron Togliatti (0-0). Le Veles Moscou remporte quant à lui son premier succès depuis le cinquième tour à Dolgroproudny (2-0) pour revenir à trois points des barrages. Ces différents résultats donnent lieu à peu de mouvement en bas de classement, un dernier match voyant le Baltika Kaliningrad et le Kouban Krasnodar s'achever sur un score nul et vierge (0-0),.

#### La bonne série de l'Alania Vladikavkaz - Journées 12 à 16
Le principal événement de la douzième journée est le choc au sommet entre le Torpedo Moscou et Orenbourg, disputé sur la pelouse de ce premier. La rencontre se termine par une victoire des Moscovites (2-1), la première depuis le huitième tour, qui leur permet de reprendre la tête du championnat. Pendant ce temps, le Spartak-2 Moscou sort du podium après son revers contre le Baltika Kaliningrad tandis que le Fakel Voronej et l'Alania Vladikavkaz remportent deux larges succès contre le Kouban Krasnodar (4-0) et le Metallourg Lipetsk (5-0), l'Alania profitant ainsi du match nul du SKA-Khabarovsk à Dolgoproudny (0-0) pour passer deuxième barragiste. Parmi les autres poursuivants, le Neftekhimik Nijnekamsk et le Veles Moscou battent respectivement le Kamaz Naberejnye Tchelny (1-0) et le Rotor Volgograd (3-1) pour rester à deux points de la montée. Le bas de classement est pour sa part marqué par les victoires du Tom Tomsk à Krasnoïarsk (3-2) et du Volgar Astrakhan à Ivanovo (2-1), l'un marquant une avance de cinq points sur la zone rouge et l'autre revenant à un point du maintien, tandis que l'Akron Togliatti s'incline à Krasnodar (0-2),.
Battu lors du tour suivant sur la pelouse de l'Akron Togliatti pour sa première défaite de la saison (0-1), le Torpedo échoue à capitaliser sur sa victoire précédente et est rattrapé dans la foulée par son dauphin Orenbourg, vainqueur pour sa part du Ienisseï Krasnoïarsk (2-0), tandis que le Fakel Voronej revient à un point du duo de tête en battant le Spartak-2 (3-0). La lutte pour la quatrième place voit quant à elle le SKA-Khabarovsk prendre l'avantage grâce à un succès contre le Veles Moscou (2-0) alors que l'Alania Vladikavkaz est tenu en échec à Kaliningrad (1-1). Large vainqueur de Krasnodar-2 (4-1), le Neftekhimik Nijnekamsk revient également à un point des barrages. Dans le bas du classement, la victoire de l'Olimp-Dolgroproudny contre le Volgar Astrakhan (1-0), combinée à celle de l'Akron, a pour conséquence de creuser un écart de trois points entre l'Olimp et le Tekstilchtchik Ivanovo, premier relégable après son match nul à Lipetsk (0-0). Le Tom Tomsk et le Rotor Volgograd sortent quant à eux vainqueurs du Kouban Krasnodar (2-1) et du Kamaz Naberejnye Tchelny (1-0) et montent en milieu de tableau,.
Le Torpedo Moscou finit par perdre à nouveau la tête du championnat à l'issue de la quatorzième journée, n'empochant qu'un point face au Neftekhimik Nijnekamsk (1-1) tandis qu'Orenbourg s'impose sur la pelouse du Kouban Krasnodar pour reprendre la première place (1-0). Dans le même temps, le Fakel Voronej s'incline à Vladikavkaz (0-1), permettant à l'Alania de se placer à un point du podium et au SKA-Khabarovsk de revenir à égalité de points après son succès contre le Volgar Astrakhan (1-0). La lutte pour le maintien est quant à elle marquée par les victoires de l'Akron Togliatti, de l'Olimp-Dolgoproudny et du Tekstilchtchik Ivanovo aux dépens du Ienisseï Krasnoïarsk (4-1), qui tombe ainsi à un point de la zone rouge, du Metallourg Lipetsk (1-0) et du Baltika Kaliningrad (3-2), permettant à Ivanovo de revenir à un point du maintien,. Cette nouvelle contre-performance du Baltika, qui table alors en douzième position à quatre points de la relégation, marque de plus la fin du mandat d'Ievgueni Kalechine qui quitte ses fonctions dans la foulée pour être remplacé par Sergueï Ignachevitch.
Vainqueur du Spartak-2 lors du tour suivant (2-1), Orenbourg s'échappe immédiatement au classement grâce à un nouveau match nul du Torpedo à Volgograd (1-1) pour marquer une avance de quatre points sur la deuxième place, récupérée dans la foulée par le Fakel Voronej après sa victoire contre le Tekstilchtchik Ivanovo (3-0). La quatrième position repasse quant à elle entre les mains de l'Alania Vladikavkaz, qui profite ainsi de son succès à Tomsk (3-1) et du match nul du SKA-Khabarovsk à Lipetsk (1-1) pour revenir à un point de la promotion directe. Dans le même temps, le Neftekhimik Nijnekamsk est battu sur ses terres par le Ienisseï Krasnoïarsk (2-3) et tombe à cinq unités des barrages, étant par ailleurs rejoint par le Veles Moscou qui s'impose à Astrakhan (1-0). Le succès du Ienisseï ainsi que celui de l'Akron Togliatti contre le Kouban Krasnodar (1-0) ont de plus pour conséquence de creuser encore plus le retard des équipes de la zone rouge, plaçant le maintien à 17 points, soit quatre de plus que le premier relégable Ivanovo et huit à neuf de plus que le trio Volgar Astrakhan-Metallourg Lipetsk-Kouban Krasnodar qui occupent les dernières positions,.
La seizième journée est le théâtre d'un affrontement majeur pour la montée avec le déplacement du leader Orenbourg sur la pelouse de l'Alania Vladikavkaz, qui confirme sa suprématie à domicile en s'imposant sur le score de 1-0 pour revenir à deux points de la première position, profitant dans la foulée des contre-performances des autres concurrents pour devenir le nouveau dauphin, le Torpedo Moscou étant en effet tenu en échec par le Kamaz Naberejnye Tchelny (1-1) tandis que le Fakel Voronej s'incline à Dolgoproudny (0-2). Si ces résultats ne profitent pas au SKA-Khabarovsk, battu sur ses terres par le Baltika Kaliningrad (0-2), ils permettent notamment au Neftekhimik Nijnekamsk et au Veles Moscou de revenir à trois points des barrages grâce à leurs succès respectifs contre le Kouban Krasnodar (2-0) et Krasnodar-2 (3-1). En bas de classement, la rencontre entre relégable opposant le Volgar Astrakhan au Metallourg Lipetsk s'achève sur la victoire de cette dernière équipe qui revient à six points du maintien (2-0). Dans le même temps, le Tekstilchtchik Ivanovo est tenu en échec à domicile par le Tom Tomsk (1-1), tout comme le Ienisseï Krasnoïarsk face au Rotor Volgograd (1-1). Un dernier résultat voit enfin l'Akron Togliatti signer un quatrième succès d'affilée sur la pelouse du Spartak-2 Moscou (1-0) afin de solidement placer le club en milieu de classement après ses débuts compliqués,. L'issue de cette manche débouche sur le départ de pas moins de trois entraîneurs en quelques jours, concernant tous des équipes relégables. Sergueï Pavlov démissionne ainsi de ses fonctions au Tekstilchtchik Ivanovo pour être remplacé par Andreï Aksionov tandis qu'Andranik Babayan prend la tête du Volgar Astrakhan à la place de Vitali Panov et qu'Aleksandr Totchiline est renvoyé du Kouban Krasnodar après seulement deux mois en poste.

#### Retour en force du Torpedo et mouvements dans le bas de classement - Journées 17 à 20
Tandis qu'Orenbourg se remet rapidement de son revers précédent dès le tour suivant avec un succès contre le Tekstilchtchik Ivanovo (2-0), ce n'est pas le cas du reste du top 4, l'Alania Vladikavkaz et le Fakel Voronej étant battus respectivement à Togliatti (1-2) et à domicile par le SKA-Khabarovsk (0-1) tandis que Torpedo Moscou enchaîne un quatrième match nul d'affilée contre Krasnodar-2 (1-1). Ces résultats font notamment passer le SKA en quatrième position à un point de la deuxième place retrouvée par le Torpedo et font tomber dans la foulée le Fakel en sixième position après le large succès du Neftekhimik Nijnekamsk contre le Spartak-2 (5-0). Dans la lutte pour le maintien, la victoire de Lipetsk et le revers d'Ivanovo place le premier en position de premier relégable avec 15 unités, soit quatre de retard sur le Ienisseï Krasnoïarsk et le Tom Tomsk, qui ont chacun obtenu le match nul contre le Kamaz Naberejnye Tchelny (1-1) et l'Olimp-Dolgoproudny (1-1). À noter également les victoires à l'extérieur du Kouban Krasnodar et du Volgar Astrakhan, les deux derniers l'emportant aux dépens du Rotor Volgograd (3-1) et du Baltika Kaliningrad (2-0) pour revenir à 8 et 7 points du maintien,.
La dix-huitième manche est une nouvelle fois le théâtre de rencontres importantes dans la course à la montée. Au sein du duo de tête, tandis que le leader Orenbourg est tenu en échec à Dolgoproudny (0-0), son dauphin le Torpedo Moscou sort pour sa part vainqueur d'un prolifique derby moscovite sur la pelouse du Veles (5-3) pour revenir à trois points. Les places de barrages changent quant à elles à nouveau d'occupants, avec cette fois l'arrivée du Neftekhimik Nijnekamsk, qui monte sur le podium pour la première fois de la saison après son succès sur les terres de l'Alania Vladikavkaz (3-2), et du Fakel Voronej, qui profite de sa victoire à Astrakhan (2-0) pour prendre la quatrième place au SKA-Khabarovsk battu à Tomsk (0-1). Ce résultat du Tom accompagne par ailleurs plusieurs succès importants pour les clubs menacés par la relégation, le Baltika Kaliningrad et le Ienisseï Krasnoïarsk l'emportant aux dépens du Metallourg Lipetsk (4-0) et de Krasnodar-2 (2-0) pour tenir les équipes relégables à cinq points du maintien. Parmi ces relégables, tandis que Lipetsk et Astrakhan sont chacun battus, le Tekstilchtchik Ivanovo parvient à mettre un terme à la série victorieuse de l'Akron Togliatti (2-2) tandis que le Kouban Krasnodar sous la direction de son nouvel entraîneur Robert Ievdokimov s'impose face au Kamaz Naberejnye Tchelny (1-0),.
La dix-neuvième journée, qui marque la fin de la première moitié du championnat est l'occasion pour l'ensemble du top 4 de consolider sa position. Ainsi, l'ensemble de ses membres s'impose à domicile, Orenbourg et le Torpedo Moscou battant le SKA-Khabarovsk (2-0) et le Ienisseï Krasnoïarsk (2-1) tandis que le Neftekhimik Nijnekamsk et le Fakel Voronej l'emportent contre le Tekstilchtchik Ivanovo (3-1) et le Metallourg Lipetsk (3-2). Ces résultats contrastent avec ceux de leurs poursuivants directs, le match nul de l'Alania Vladikavkaz à Volgograd (0-0) s'ajoutant à la défaite du SKA pour placer les deux prétendants à trois et cinq points de la montée. Juste derrière, l'Akron Togliatti poursuit sur sa bonne forme récente en battant l'Olimp-Dolgoproudny (2-1) pour revenir à sept unités du podium. La course au maintien est quant à elle le théâtre d'un derby krasnodarien d'importance entre Krasnodar-2, premier non-relégable, et le Kouban, avant-dernier. Cet affrontement tourne finalement à l'avantage des relégables (2-1) qui enchaînent un troisième succès d'affilée pour revenir à trois points de leurs adversaires du jour. Les autres relégables échouent quant à eux à réduire l'écart, le revers du Volgar Astrakhan à Tomsk (1-2) s'ajoutant à ceux de Lipetsk et Ivanovo,.
Surpris à l'extérieur par le Metallourg Lipetsk (0-1), la domination d'Orenbourg touche à sa fin lors du tour suivant, celui-ci devant concéder sa position au Torpedo Moscou qui s'impose sur la pelouse du Spartak-2 (1-0). Dans le même temps, le Fakel Voronej sort largement vainqueur du Veles Moscou (4-0) et se place à deux points du premier, tandis que le Neftekhimik Nijnekamsk s'incline à Khabarovsk (1-3). Ce dernier résultat permet au SKA de revenir à deux unités des barrages tandis que l'Alania Vladikavkaz en profite pour revenir au niveau du Neftekhimik après sa victoire contre Krasnodar-2 (2-1). Cette manche voit également des changements dans le bas du classement, à commencer par la quatrième victoire de suite du Kouban Krasnodar face au Ienisseï Krasnoïarsk (2-1) qui lui permet de sortir de la zone de relégation pour la première fois depuis la neuvième journée aux dépens de Krasnodar-2. Le reste des occupants de la zone rouge sortent eux aussi vainqueurs de leurs affrontements respectifs, les succès du Tekstilchtchik Ivanovo et du Volgar Astrakhan contre le Kamaz Naberejnye Tchelny (4-1) et l'Akron Togliatti (1-0) s'ajoutant à celui de Lipetsk pour ramener l'écart au maintien à deux unités pour Lipetsk et Ivanovo et cinq points pour Astrakhan,.

#### Fin de la phase automnale - Journées 21 à 25
Le Torpedo Moscou perd finalement la tête du championnat dès la 21e journée après avoir été sèchement battu sur la pelouse de l'Alania Vladikavkaz (1-5) puis dépassé par Orenbourg, vainqueur pour sa part du Baltika Kaliningrad (2-1). Tenu en échec à Tomsk, le Fakel Voronej stagne quant à lui en troisième position. La victoire de l'Alania lui permet alors de monter en quatrième position, profitant de la défaite du Neftekhimik Nijnekamsk à domicile contre le Volgar Astrakhan (0-1), et de revenir à deux points du Torpedo. Le SKA-Khabarovsk dépasse lui aussi le Neftekhimik après son succès face au Rotor Volgograd (3-1) pour se placer cinquième. Dans le bas du classement, Krasnodar-2 ressort de la zone rouge en s'imposant à Ivanovo (1-0) tandis que le Kouban Krasnodar s'incline contre le Veles Moscou (0-1). Le Metallourg Lipetsk est lui aussi battu à Togliatti (0-2), le Volgar Astrakhan étant le seul autre relégable à s'imposer,.
La manche suivante est le théâtre d'un nouvel affrontement au sommet, opposant cette fois Orenbourg au Fakel Voronej sur la pelouse de ce dernier. Ce match s'achève sur le succès des hôtes (1-0) qui montent en deuxième position à un point du leader, profitant en effet du match nul du Torpedo Moscou à Ivanovo (1-1). Dans le même temps, l'Alania Vladikavkaz s'incline à domicile face au Ienisseï Krasnoïarsk (1-2) et doit laisser sa place de barragiste au SKA-Khabarovsk, vainqueur du Kamaz Naberejnye Tchelny (1-0), et tombe même sixième après le succès du Neftekhimik Nijnekamsk à Lipetsk (2-1). La lutte pour le maintien est quant à elle marquée par la victoire du Volgar Astrakhan, qui s'impose pour la troisième fois d'affilée face au Rotor Volgograd (2-0). Ce résultat, combiné au match nul du Kouban Krasnodar contre le Spartak-2 (0-0), permet aux deux relégables de tabler à 21 points, soit trois unités du maintien symbolisé à présent par l'Olimp-Dolgoproudny et le Rotor Volgograd après le nouveau succès de Krasnodar-2 face au premier (1-0).
Victorieux contre le Tom Tomsk (2-0), le leader Orenbourg est le principal gagnant du 23e tour alors que tout le reste du top 6 échoue à s'imposer. En effet, le Fakel Voronej et le SKA-Khabarovsk sont chacun battus à l'extérieur par l'Akron Togliatti (0-2) et Krasnodar-2 (1-3) tandis que le Torpedo Moscou, le Neftekhimik Nijnekamsk et l'Alania Vladikavkaz sont tous tenus en échec par l'Olimp-Dolgoproudny (3-3), le Baltika Kaliningrad (0-0) et le Kouban Krasnodar (5-5). Orenbourg, à 47 points, marque ainsi une avance de quatre unités sur le Fakel et le Torpedo tandis que le trio SKA-Neftekhimik-Alania tablent tous à 40 points, soit trois de moins que les places de podium. À l'autre bout du classement, le Rotor Volgograd, premier non-relégable, est battu sur ses terres par le Metallourg Lipetsk (0-1) et se place à présent à moins de trois unités de ce dernier mais également du Kouban Krasnodar et du Volgar Astrakhan, qui a obtenu le match nul à Naberejnye Tchelny (0-0). Le Tekstilchtchik Ivanovo s'incline quant à lui à Ienisseï Krasnoïarsk (0-3) et passe dernier. Peu après la fin de cette manche, le Rotor Volgograd annonce le départ de l'entraîneur Dmitri Khokhlov.
Tandis qu'Orenbourg poursuit sur sa lancée lors de la journée suivante avec un succès sur la pelouse du Veles Moscou (2-1) pour s'assurer le titre honorifique de champion d'automne, le Fakel Voronej profite quant à lui du match nul du Torpedo Moscou dans l'affrontement entre barragistes face au SKA-Khabarovsk (0-0) pour conforter sa place de dauphin grâce à sa victoire contre le Neftekhimik Nijnekamsk (3-1). Battu à domicile par le Spartak-2 (2-3), l'Alania Vladikavkaz n'est pas en mesure de tirer avantage des contre-performances de ses concurrents. Ces différents résultats permettent de plus au Baltika Kaliningrad, vainqueur du Rotor Volgograd (2-1), de revenir à quatre points des barrages, de même pour l'Akron Togliatti qui se place à cinq unités après son match nul contre le Tom Tomsk (3-3). En bas de tableau, le Kouban Krasnodar s'impose à Ivanovo (3-1) et parvient à sortir à nouveau de la zone rouge au détriment du Rotor Volgograd. Le Volgar Astrakhan est quant à lui tenu en échec par Krasnodar-2 (0-0) tandis que le Metallourg Lipetsk est battu chez lui par le Kamaz Naberejnye Tchelny (0-1).
Dernière manche de la phase automnale disputée le 27 novembre 2021, la vingt-cinquième journée du championnat voit dans un premier temps le trio de tête s'imposer, Orenbourg et le Fakel Voronej l'emportant sur les pelouses de l'Akron Togliatti (3-0) et du Rotor Volgograd (2-1) tandis que le Torpedo Moscou bat le Volgar Astrakhan chez lui (1-0). Défait à Krasnoïarsk (1-3), le SKA-Khabarovsk doit pour sa part céder sa place de barragiste qui revient à l'Alania Vladikavkaz après sa victoire face au Veles Moscou (2-1). Le Neftekhimik Nijnekamsk et le Baltika Kaliningrad sont quant à eux tenus en échec par le Tom Tomsk (1-1) et le Kamaz Naberejnye Tchelny (0-0). La lutte pour le maintien est quant à elle marquée par le succès de l'Olimp-Dolgoproudny sur la pelouse du Kouban Krasnodar alors qu'aucun des relégables ne remporte le moindre point, le Metallourg Lipetsk et le Tekstilchtchik Ivanovo étant pour leur part battus par Krasnodar-2 (0-1) et le Spartak-2 (1-2).

#### Classement à la trêve hivernale
Alors que le championnat entame une longue trêve hivernale de près de trois mois jusqu'au début du mois de mars 2022, le classement à l'issue de la première phase de la compétition est dominé par le FK Orenbourg qui termine champion d'automne avec 53 points. Il est suivi par le Fakel Voronej qui se place deuxième avec quatre unités de retard. Les places de barragistes sont quant à elles occupées par le Torpedo Moscou et l'Alania Vladikavkaz qui cumulent respectivement 47 et 43 points. Cette dernière équipe affiche par ailleurs de loin la meilleure attaque du championnat avec 55 buts marqués, soit neuf de plus que le Torpedo, deuxième club le plus efficace devant les buts, et quinze de plus que le leader Orenbourg. Ce quatuor de tête est suivi par le SKA-Khabarovsk et le Neftekhimik Nijnekamsk qui pointent chacun à 41 unités. Le Baltika Kaliningrad, septième, se présente également comme un outsider potentiel dans la course au maintien avec seulement cinq points de retard sur les barrages.
Les équipes classées entre la huitième et la quatorzième position avec 36 à 31 points constituent quant à elles le milieu de classement, étant dans l'immédiat trop loin des premières places pour prétendre à la promotion et trop en avance sur la relégation pour être considérées comme menacées. Ce groupe contient dans l'ordre l'Akron Togliatti, le Ienisseï Krasnoïarsk, le Veles Moscou, le Kamaz Naberejnye Tchelny, le FK Krasnodar-2, le Spartak-2 Moscou ainsi que le Tom Tomsk.
Au niveau de la lutte pour le maintien, l'Olimp-Dolgoproudny affiche une avance relativement confortable de cinq points sur le premier relégable tandis que le Kouban Krasnodar n'échappe à la zone rouge que par une seule unité. Premier relégable avec 24 points, le Rotor Volgograd a connu une première partie de saison très compliquée, restant notamment sur un bilan de douze matchs sans victoire au moment de la trêve. Il est suivi par le Volgar Astrakhan et le Metallourg Lipetsk qui se placent à deux et quatre points du maintien. La place de dernier est quant à elle occupée par le Tekstilchtchik Ivanovo avec un total de 19 matchs, soit six de moins que le premier non-relégable avec treize tours restants.
| Rang | Équipe                     | Pts | J  | G  | N  | P  | Bp | Bc | Diff |
| ---- | -------------------------- | --- | -- | -- | -- | -- | -- | -- | ---- |
| 1    | FK Orenbourg               | 53  | 25 | 17 | 2  | 6  | 40 | 17 | +23  |
| 2    | Fakel Voronej              | 49  | 25 | 15 | 4  | 6  | 43 | 23 | +20  |
| 3    | Torpedo Moscou             | 47  | 25 | 12 | 11 | 2  | 46 | 28 | +18  |
| 4    | Alania Vladikavkaz         | 43  | 25 | 12 | 7  | 6  | 55 | 35 | +20  |
| 5    | SKA-Khabarovsk             | 41  | 25 | 12 | 5  | 8  | 29 | 25 | +4   |
| 6    | Neftekhimik Nijnekamsk     | 41  | 25 | 12 | 5  | 8  | 41 | 25 | +16  |
| 7    | Baltika Kaliningrad        | 38  | 25 | 9  | 11 | 5  | 31 | 20 | +11  |
| 8    | Akron Togliatti            | 36  | 25 | 10 | 6  | 9  | 29 | 29 | 0    |
| 9    | Ienisseï Krasnoïarsk       | 35  | 25 | 10 | 5  | 10 | 36 | 37 | -1   |
| 10   | Veles Moscou               | 33  | 25 | 10 | 3  | 12 | 28 | 31 | -3   |
| 11   | Spartak-2 Moscou           | 33  | 25 | 10 | 3  | 12 | 27 | 41 | -14  |
| 12   | FK Krasnodar-2             | 33  | 25 | 9  | 6  | 10 | 24 | 29 | -5   |
| 13   | Kamaz Naberejnye Tchelny P | 33  | 25 | 8  | 9  | 8  | 23 | 23 | 0    |
| 14   | Tom Tomsk                  | 31  | 25 | 8  | 7  | 10 | 33 | 41 | -8   |
| 15   | Olimp-Dolgoproudny P       | 29  | 25 | 6  | 11 | 8  | 23 | 25 | -2   |
| 16   | Kouban Krasnodar P         | 25  | 25 | 7  | 4  | 14 | 26 | 38 | -12  |
| 17   | Rotor Volgograd R          | 24  | 25 | 4  | 12 | 9  | 24 | 30 | -6   |
| 18   | Volgar Astrakhan           | 23  | 25 | 6  | 5  | 14 | 14 | 26 | -12  |
| 19   | Metallourg Lipetsk P       | 21  | 25 | 6  | 3  | 16 | 19 | 50 | -31  |
| 20   | Tekstilchtchik Ivanovo     | 19  | 25 | 4  | 7  | 14 | 22 | 40 | -18  |

### Deuxième partie de saison

#### Trêve hivernale
En trêve pendant près de trois mois entre le 27 novembre 2021 et le 6 mars 2022, le championnat de deuxième division reprend officiellement lors de la vingt-sixième journée disputée ce dernier jour. À partir de là, douze manches sont disputées jusqu'au 21 mai 2021, date du trente-huitième et dernier tour, après quoi sont disputés les barrages de promotion contre les équipes de première division qui marquent la fin de la saison.
Cette période est marquée par plusieurs changements d'entraîneurs. Ainsi, l'entraîneur du Veles Moscou Artiom Koulikov quitte ses fonctions dès le 29 novembre pour prendre la tête du Rotor Volgograd le 7 décembre. Ce dernier jour est également marqué par les départs des entraîneurs de l'Akron Togliatti et du Ienisseï Krasnoïarsk. La direction du Veles revient par la suite à Denis Bouchouïev tandis que l'Akron est repris par le technicien espagnol Ramon Tribulietx et le Ienisseï par Vadim Garanine. Le 23 février 2022, à une dizaine de jours de la reprise, l'entraîneur du SKA-Khabarovsk Sergueï Iouran quitte ses fonctions pour rejoindre le FK Khimki. Il est remplacé dans la foulée par Alekseï Poddoubski.
Dans le contexte du lancement de l'invasion de l'Ukraine par la Russie le 24 février, Ramon Tribulietx et l'ensemble de son staff quittent l'Akron Togliatti le 2 mars suivant sans avoir dirigé le moindre match tandis que la direction de l'équipe est confiée à l'ancien entraîneur du Volgar Astrakhan Vitali Panov deux jours plus tard.

#### Le Torpedo passe deuxième, les barragistes sous pression - Journées 26 à 29
Le championnat reprend à l'occasion de la vingt-sixième journée disputée entre le 6 et le 8 mars 2022. Elle voit les deux rencontres Metallourg Lipetsk-Torpedo Moscou et Fakel Voronej-Kamaz Naberejnye Tchelny être reportées en raison du mauvais état des pelouses après le passage de fortes averses. Parmi les rencontres disputées, le résultat le plus marquant est la victoire à domicile du Neftekhimik Nijnekamsk face au leader Orenbourg (2-1) ainsi que celle du l'Alania Vladikavkaz à Ivanovo (4-0) tandis que le SKA-Khabarovsk s'incline sur la pelouse du Kouban Krasnodar (0-1). Dans le bas du classement, le Rotor Volgograd et le Volgar Astrakhan s'inclinent contre le Tom Tomsk (1-5) et le Ienisseï Krasnoïarsk (2-3). La victoire du Kouban permet de plus de marquer un écart de 4 points avec la zone de relégation.
Le tour suivant permet à trois des équipes du top 4 de conforter leur position avec les succès d'Orenbourg à Volgograd (3-0), du Fakel sur la pelouse de Krasnodar-2 (2-1) et de l'Alania à domicile contre l'Olimp-Dolgoproudny (2-0). Le Torpedo Moscou est quant à lui tenu en échec par le Baltika Kaliningrad (2-2) et doit concéder la troisième place à l'Alania. Le Neftekhimik échoue à profiter de cette contre-performance, ne parvenant pas à se défaire de l'Akron Togliatti (0-0) et maintenant un écart de trois points avec la zone des barrages. La lutte pour le maintien est marquée par la victoire du Volgar Astrakhan sur la pelouse du Kouban Krasnodar (3-1), qui lui permet de revenir à deux unités de son adversaire du jour. Le Metallourg Lipetsk et le Tekstilchtchik Ivanovo sont quant à eux battus par le Ienisseï Krasnoïarsk (1-2) et le Veles Moscou (2-3).
La vingt-huitième manche du championnat est notamment marquée par l'affrontement entre le dauphin Fakel Voronej et le barragiste Torpedo Moscou, qui s'achève sur la victoire de cette dernière équipe (1-0) qui revient donc à un point du second. Ce résultat profite également au leader Orenbourg qui prend une avance de sept points en tête du classement après son succès contre le Kamaz Naberejnye Tchelny (2-0). Battu sur la pelouse du SKA-Khabarovsk (0-2), l'Alania Vladikavkaz tombe en quatrième position avec seulement un point d'avance sur le Neftekhimik Nijnekamsk, vainqueur du Veles Moscou (2-1) tandis que le SKA revient à quatre unités des barrages. Le Ienisseï Krasnoïarsk en profite lui aussi pour sa positionner dans la course pour la montée, se classant à cinq points après sa victoire sur la pelouse du Baltika Kaliningrad (2-1). Dans le bas du classement, les premiers non-relégables Olimp-Dolgoproudny et Kouban Krasnodar l'emportent tous les deux contre les deux derniers Tekstilchtchik Ivanovo (1-0) et Metallourg Lipetsk (2-0), de même pour le premier relégable Volgar Astrakhan qui remporte un deuxième succès de suite contre le Spartak-2 Moscou (1-0). Battu sur la pelouse de l'Akron Togliatti (0-1), le Rotor Volgograd enchaîne quant à lui un quinzième match de suite sans victoire, et une huitième défaite d'affilée, qui le fait tomber à sept unités du maintien.
La journée suivante voit cette fois plusieurs défaites parmi les acteurs du haut de classement à commencer par Orenbourg, battu 5-2 sur la pelouse de Krasnodar-2 après avoir été réduit à neuf en cours de rencontres. Le Fakel Voronej et l'Alania Vladikavkaz s'inclinent également, l'un sur la pelouse du Ienisseï Krasnoïarsk (1-2) et l'autre à domicile contre le Volgar Astrakhan (0-1) alors que le Torpedo Moscou est la seule équipe du top 4 à s'imposer à Tomsk (5-2) pour prendre la place de dauphin. Défait à Volgograd (1-2), le Neftekhimik Nijnekmask ne parvient pas à profiter de ces contre-performances pour entrer dans les places de barrages, étant même dépassé par le SKA-Khabarovsk qui revient à un point du quatrième après sa large victoire contre le Tekstilchtchik Ivanovo (4-0) tandis que le Ienisseï se place à seulement deux unités des barrages. Dans la lutte pour le maintien, le succès du Volgar Astrakhan lui permet de revenir au niveau du Kouban Krasnodar, tenu en échec par le Baltika Kaliningrad (1-1), et de l'Olimp-Dolgoproudny, battu par le Veles Moscou (0-1) et de dépasser le premier à la faveur des critères particuliers pour sortir de la zone rouge. Le succès du Rotor, le premier depuis le 25 septembre 2021, le fait quant à lui revenir à cinq points du maintien. Les deux derniers continuent quant à eux leurs séries noires respectives avec la cinquième défaite consécutive du Metallourg Lipetsk sur la pelouse du Spartak-2 (2-3) et la septième d'affilée pour le Tekstilchtchik à Khabarovsk.

#### Orenbourg s'échappe, le Ienisseï barragiste - Journées 30 à 34
Vainqueur de son dauphin le Torpedo Moscou (1-0) à domicile lors du 30e tour, Orenbourg accroît toujours plus son avance en tête, se plaçant à présent à 62 points, soit 8 de plus que son adversaire du jour. Dans le même temps, le match nul du Fakel Voronej contre le Kouban Krasnodar (0-0) et la victoire de l'Alania Vladikavkaz à Lipetsk (3-0) leur permettent de revenir à respectivement une et deux unités de la deuxième position. Parmi les prétendants aux barrages, le Ienisseï Krasnoïarsk et l'Akron Togliatti sortent vainqueurs du Tom Tomsk (1-0) et de Krasnodar-2 (1-0) tandis que le SKA-Khabarovsk et le Neftekhimik Nijnekamsk sont tenus en échec à domicile par l'Olimp-Dolgoproudny (3-3) et le Kamaz Naberejnye Tchelny (1-1). Ces nombreux matchs nuls concernent donc similairement les principaux prétendants au maintien, avec l'addition de l'égalité entre le Volgar Astrakhan et le Tekstilchtchik Ivanovo (1-1). Tout comme le Metallourg Lipetsk, le Rotor Volgograd est pour sa part lourdement battu à domicile par le Veles Moscou (0-3).
L'échappée du leader se confirme d'autant plus à l'issue de la manche qui suit, celui-ci étant le seul membre du top 4 à l'emporter sur la pelouse du Ienisseï Krasnoïarsk (2-1). Le Torpedo est pour sa part tenu en échec par l'Akron Togliatti (0-0) tandis que le Fakel Voronej et l'Alania Vladikavkaz sont battus par le Spartak-2 (0-2) et le Baltika Kaliningrad (0-3). Dans le même temps, le SKA-Khabarovsk s'impose sur la pelouse du Veles Moscou (2-1) et revient à égalité de points avec l'Alania, qui reste devant à la faveur des critères particuliers. Les autres poursuivants échouent quant à eux à s'imposer, à la défaite du Ienisseï et au match nul de l'Akron s'ajoutant le revers du Neftekhimik Nijnekamsk contre Krasnodar-2 (0-2). Dans le bas de classement, l'affrontement entre l'Olimp-Dolgoproudny et le Volgar Astrakhan tourne à l'avantage du premier (2-1) qui prend une avance de trois sur la descente et fait chuter son adversaire dans la zone rouge après le match nul du Kouban Krasnodar face au Tom Tomsk (2-2). Battu sur sa pelouse par le Rotor Volgograd (0-2), le Kamaz ne compte qu'un seul point d'avance sur le premier relégable alors que le club ne s'est toujours pas imposé depuis la fin de la trêve. Enfin, la rencontre entre les deux derniers voit le Metallourg Lipetsk s'imposer contre le Tekstilchtchik Ivanovo sur le score 2-1.
La 32e journée est marquée par l'affrontement inter-barragistes avec la réception de l'Alania Vladikavkaz par le Fakel Voronej. La rencontre tourne à l'avantage de ces derniers (2-1) qui se maintiennent à portée du Torpedo Moscou, vainqueur pour sa part à Nijnekamsk (1-0). Orenbourg est quant à lui surpris sur sa pelouse par le Kouban Krasnodar (1-3). La défaite de l'Alania a pour conséquence la montée du Ienisseï Krasnoïarsk dans le top 4 après son succès contre l'Akron Togliatti (3-2), juste devant le SKA-Khabarovsk, tenu en échec à Astrakhan, avec le même nombre de points, tandis que l'Alania chute en sixième position. Vainqueur du Tekstilchtchik Ivanovo (3-0), le Baltika Kaliningrad revient pour sa part à quatre unités des barrages. Dans la lutte pour le maintien, le succès du Kouban lui permet de creuser un écart de trois points avec la relégation, de même pour l'Olimp-Dolgoproudny, tenu en échec à Lipetsk (0-0). Le Kamaz Naberejnye Tchelny poursuit quant à lui sur sa mauvaise dynamique avec un nouveau revers à domicile contre le Veles Moscou (1-3) et ne se maintient hors de la zone rouge que grâce aux critères particuliers. Le Rotor Volgograd est quant à lui battu sur ses terres par Krasnodar-2 (1-2).
La manche qui suit ne voit que peu de mouvements dans le haut du classement, où l'intégralité du top 6 s'impose. Orenbourg s'impose ainsi sur la pelouse du Spartak-2 (3-2), tandis que le Torpedo Moscou, le Fakel Voronej et le SKA-Khabarovsk l'emportent contre les relégables Volgograd (1-0), Ivanovo (5-0) et Lipetsk (1-0). L'Alania et le Ienisseï sortent quant à eux vainqueurs du Neftekhimik (2-0) et du Tomsk (3-0). Le seul changement notable est la prise de la septième position par le Baltika Kaliningrad après son succès à Dolgoproudny (2-0) aux dépens du Neftekhimik. Dans le bas de classement, la défaite du Tekstilchtchik Ivanovo entérine définitivement la relégation du club à cinq journées de la fin. Dans le même temps, le Volgar Astrakhan l'emporte sur les terres du Veles Moscou (2-0), de même pour le Kouban Krasnodar face à l'Akron Togliatti (2-0). Subissant pour sa part un nouveau revers face à Krasnodar-2 (1-4), le Kamaz Naberejnye Tchelny tombe pour la première fois de la saison dans la zone de relégation avec trois unités de retard.
Le 34e tour est l'occasion pour le Fakel Voronej de revenir au niveau du Torpedo, profitant de son succès 1-0 contre l'Olimp-Dolgoproudny et du match nul des Moscovites à Naberejnye Tchelny (0-0). Orenbourg est pour sa part tenu en échec par l'Alania Vladikavkaz (0-0). Vainqueur sur la pelouse du Rotor Volgograd (3-2), le Ienisseï Krasnoïarsk revient à trois unités de la montée directe et conforte par ailleurs sa place de quatrième, profitant du match nul de l'Alania ainsi que de la défaite du SKA-Khabarovsk à Kaliningrad (0-2). Au niveau de la lutte pour le maintien, le Kouban Krasnodar assure quasi-définitivement son maintien en enchaînant un troisième succès d'affilée sur la pelouse du Neftekhimik Nijnekamsk (3-0) pour porter son avance sur la zone rouge à huit points. Le Volgar Astrakhan est quant à lui battu à Lipetsk (0-1). Dans la foulée de cette manche, l'entraîneur du Veles Moscou Denis Bouchouïev annonce son départ du club le 23 avril juste après un match nul contre Krasnodar-2 (0-0). Il est remplacé dans les jours qui suivent par Sergueï Petrenko.

#### Orenbourg s'effondre, le Torpedo et le Fakel promus - Journées 35 à 38
La bonne dynamique du Fakel Voronej prend fin lors de la manche suivante avec une défaite sur la pelouse du SKA-Khabarovsk (1-2), qui permet au Torpedo de reprendre une avance de trois points après sa victoire contre Krasnodar-2 (2-0) tandis qu'Orenbourg conforte sa place dans le top 2 en s'imposant à Ivanovo (2-5). Tenu en échec à domicile par le Kamaz Naberejnye Tchelny (0-0), le Ienisseï Krasnoïarsk ne compte plus qu'une unité d'avance sur le SKA et reste sous la pression de l'Alania Vladikavkaz et du Baltika Kaliningrad qui ont également obtenus un point contre l'Akron Togliatti (2-2) et le Volgar Astrakhan (2-2). Dans le bas du classement, l'Olimp-Dolgoproudny prend une avance de quatre points sur la relégation après sa victoire contre le Tom Tomsk (1-0). Le Rotor Volgograd s'incline quant à lui sur les terres du Kouban Krasnodar (1-2) et tombe en avant-dernière position après le succès du Metallourg Lipetsk contre le Veles Moscou (2-1).
La 36e journée voit le leader être tenu en échec par l'Olimp-Dolgoproudny pour son dernier match à domicile (2-2) tandis que le Torpedo Moscou et le Fakel Voronej l'emportent contre le Veles Moscou (1-0) et le Volgar Astrajhan (1-0). La deuxième place de barragiste change quant à elle de main après la lourde défaite du Ienisseï sur la pelouse de Krasnodar-2 (0-4) et passe dans les mains du SKA-Khabarovsk, vainqueur du Tom Tomsk (2-0). L'Alania Vladikavkaz et le Baltika Kaliningrad échouent quant à eux à s'imposer face au Neftekhimik Nijnekamsk (2-5) et le Metallourg Lipetsk (0-0) et abandonnent quasiment tout espoir d'accrocher les barrages. Au niveau de la zone rouge, le Rotor Volgograd s'incline à domicile contre le Spartak-2 (0-1) et entérine définitivement sa relégation en troisième division. Le Kamaz Nabarejnye Tchelny récupère quant à lui le point du match nul face au Kouban Krasnodar (0-0) pour revenir à un point du Volgar Astrakhan. Le 11 mai sont joués les matchs en retard du 26e tour, qui s'achèvent sur les succès du Torpedo et du Fakel contre Lipetsk (3-1) et Naberejnye Tchelny (1-0) et permettent au premier de revenir à deux points du leader tandis que le second s'assure au minimum une place de barragiste et reste dans la course pour la montée directe.
La manche suivante est marquée par une nouvelle contre-performance d'Orenbourg, battu sur la pelouse du SKA-Khabarovsk (0-1). Ce résultat a pour conséquence la prise de la première place par le Torpedo Moscou pour la première fois depuis le 20e tour après sa victoire à Krasnoïarsk (1-0) tandis que le Fakel Voronej se replace à seulement deux points de la montée directe grâce à son succès à Lipetsk (2-1). La place de quatrième est quant à elle définitivement assurée pour le SKA, sa performance contre Orenbourg ainsi que la défaite du Ienisseï lui donnant une avance de cinq unités sur son dernier concurrent. Dans le bas du classement, la défaite du Metallourg entérine définitivement sa relégation en troisième division. Il ne reste ainsi plus qu'une place de relégable à déterminer entre le Volgar Astrakhan et le Kamaz Naberejnye Tchelny, avec un avantage d'un point pour le Volgar tandis que les deux équipes s'inclinent lourdement contre le Tom Tomsk (0-3) et le Spartak-2 Moscou (0-3).
À l'aube de la 38e et dernière journée, disputée le 21 mai, aucune des places pour la promotion directe n'est ainsi totalement assurée, malgré un net avantage pour le Torpedo qui compte trois points d'avance sur le troisième Voronej contre seulement deux pour Orenbourg. Particulièrement prolifique, avec pas moins de 40 buts marqués en 10 matchs, cette manche voit le Torpedo confirmer définitivement sa promotion ainsi que son titre de champion avec un résultat nul à domicile face au Kouban Krasnodar (2-2). Orenbourg connaît quant à lui une nouvelle contre-performance sur la pelouse du Volgar Astrakhan où il est tenu en échec (2-2) et doit finalement concéder sa place de dauphin au Fakel Voronej, qui s'est quant à lui imposé à Kaliningrad (1-0) et passe devant au regard des affrontements directs, avec deux victoires en faveur du Fakel. Les Orenbourgeois sortent ainsi des places de promotion directe pour la première fois depuis le septième tour, soit le 21 août 2021, plombés par quatre matchs sans victoire sur les cinq dernières rencontres, et doivent ainsi se contenter des barrages après avoir dominé la compétition pendant la quasi-totalité de la deuxième partie de saison. En ce qui concerne de la dernière place de relégation, le Kamaz est battu sur la pelouse de l'Alania Vladikavkaz (2-3) et voit sa relégation sportive confirmée.
Dans les jours suivant la fin de la saison, le Spartak Moscou annonce la dissolution du Spartak-2 pour des raisons financières le 23 mai tandis que l'Olimp-Dolgoproudny et le Tom Tomsk se voient refuser la licence de deuxième division par la fédération russe de football le 3 juin. Ces retraits pourraient amener aux repêchages d'une partie des équipes reléguées, bien que la FNL évoque également la possibilité de réduire le nombre de participants à 18 pour l'exercice 2022-2023. C'est finalement cette dernière option qui est retenue par celle-ci le 10 juin 2022 tandis que le Kamaz Naberejnye Tchelny, premier club relégable, est le seul à être repêché.

## Statistiques

### Leader par journée
La frise suivante montre l'évolution des équipes ayant successivement occupé la première place :
|           | ——        | ——             | ——             | ——             | ——             | ——             | ——             | ——             | ——             | ——  | ——      | ——      | ——           | ——           | ——           | ——           | ——           | ——           | ——  | ——           | ——           | ——           | ——           | ——           | ——           | ——           | ——           | ——           | ——           | ——           | ——           | ——           | ——           | ——           | ——           | ——      | ——      | —— |  |
| Orenbourg | Orenbourg | Torpedo Moscou | Torpedo Moscou | Torpedo Moscou | Torpedo Moscou | Torpedo Moscou | Torpedo Moscou | Torpedo Moscou | Torpedo Moscou | ORE | Torpedo | Torpedo | FK Orenbourg | FK Orenbourg | FK Orenbourg | FK Orenbourg | FK Orenbourg | FK Orenbourg | TOR | FK Orenbourg | FK Orenbourg | FK Orenbourg | FK Orenbourg | FK Orenbourg | FK Orenbourg | FK Orenbourg | FK Orenbourg | FK Orenbourg | FK Orenbourg | FK Orenbourg | FK Orenbourg | FK Orenbourg | FK Orenbourg | FK Orenbourg | FK Orenbourg | Torpedo | Torpedo |    |  |
|           |           |                |                |                |                |                |                |                |                |     |         |         |              |              |              |              |              |              |     |              |              |              |              |              |              |              |              |              |              |              |              |              |              |              |              |         |         |    |  |
|           |           |                |                |                |                |                |                |                |                |     |         |         |              |              |              |              |              |              |     |              |              |              |              |              |              |              |              |              |              |              |              |              |              |              |              |         |         |    |  |
| 1         | 2         | 3              | 4              | 5              | 6              | 7              | 8              | 9              | 10             | 11  | 12      | 13      | 14           | 15           | 16           | 17           | 18           | 19           | 20  | 21           | 22           | 23           | 24           | 25           | 26           | 27           | 28           | 29           | 30           | 31           | 32           | 33           | 34           | 35           | 36           | 37      | 38      |    |  |

### Domicile et extérieur
| Rang | Équipe                   | Pts | J  | G  | N | P  | Bp | Bc | Diff |
| ---- | ------------------------ | --- | -- | -- | - | -- | -- | -- | ---- |
| 1    | Fakel Voronej            | 45  | 19 | 14 | 3 | 2  | 29 | 10 | +19  |
| 2    | FK Orenbourg             | 44  | 19 | 14 | 2 | 3  | 32 | 14 | +18  |
| 3    | SKA-Khabarovsk           | 43  | 19 | 14 | 1 | 4  | 31 | 16 | +15  |
| 4    | Torpedo Moscou           | 39  | 19 | 10 | 9 | 0  | 36 | 15 | +21  |
| 5    | Alania Vladikavkaz       | 37  | 19 | 12 | 1 | 6  | 41 | 23 | +18  |
| 6    | Ienisseï Krasnoïarsk     | 37  | 19 | 11 | 4 | 4  | 32 | 22 | +10  |
| 7    | Akron Togliatti          | 37  | 19 | 11 | 4 | 4  | 27 | 17 | +10  |
| 8    | FK Krasnodar-2           | 34  | 19 | 10 | 4 | 5  | 33 | 21 | +12  |
| 9    | Tom Tomsk                | 32  | 19 | 9  | 5 | 5  | 24 | 23 | +1   |
| 10   | Neftekhimik Nijnekamsk   | 31  | 19 | 9  | 4 | 6  | 34 | 19 | +15  |
| 11   | Baltika Kaliningrad      | 29  | 19 | 7  | 7 | 4  | 21 | 12 | +9   |
| 12   | Veles Moscou             | 28  | 19 | 8  | 4 | 6  | 26 | 28 | -2   |
| 13   | Spartak-2 Moscou         | 28  | 19 | 8  | 4 | 7  | 24 | 24 | 0    |
| 14   | Olimp-Dolgoproudny       | 25  | 19 | 6  | 7 | 6  | 19 | 24 | -5   |
| 15   | Kamaz Naberejnye Tchelny | 24  | 19 | 6  | 6 | 7  | 20 | 21 | -1   |
| 16   | Kouban Krasnodar         | 22  | 19 | 6  | 4 | 9  | 20 | 31 | -11  |
| 17   | Tekstilchtchik Ivanovo   | 18  | 19 | 5  | 3 | 11 | 24 | 39 | -15  |
| 18   | Volgar Astrakhan         | 18  | 19 | 4  | 6 | 9  | 14 | 23 | -9   |
| 19   | Metallourg Lipetsk       | 16  | 19 | 4  | 4 | 11 | 13 | 29 | -16  |
| 20   | Rotor Volgograd          | 13  | 19 | 2  | 7 | 10 | 14 | 30 | -16  |

| Rang | Équipe                   | Pts | J  | G  | N | P  | Bp | Bc | Diff |
| ---- | ------------------------ | --- | -- | -- | - | -- | -- | -- | ---- |
| 1    | Torpedo Moscou           | 36  | 19 | 10 | 6 | 3  | 29 | 21 | +8   |
| 2    | Spartak-2 Moscou         | 30  | 19 | 10 | 0 | 9  | 24 | 31 | -7   |
| 3    | FK Orenbourg             | 32  | 19 | 10 | 2 | 7  | 33 | 22 | +11  |
| 4    | Fakel Voronej            | 29  | 19 | 9  | 2 | 8  | 31 | 23 | +8   |
| 5    | Baltika Kaliningrad      | 29  | 19 | 7  | 8 | 4  | 30 | 18 | +12  |
| 6    | Neftekhimik Nijnekamsk   | 27  | 19 | 8  | 3 | 8  | 26 | 24 | +2   |
| 7    | Kouban Krasnodar         | 27  | 19 | 7  | 6 | 6  | 25 | 17 | +8   |
| 8    | Ienisseï Krasnoïarsk     | 26  | 19 | 8  | 2 | 9  | 26 | 33 | -7   |
| 9    | Rotor Volgograd          | 23  | 19 | 6  | 5 | 8  | 23 | 23 | 0    |
| 10   | Alania Vladikavkaz       | 23  | 19 | 5  | 8 | 6  | 34 | 30 | +4   |
| 11   | SKA-Khabarovsk           | 22  | 19 | 5  | 7 | 7  | 17 | 22 | -5   |
| 12   | Volgar Astrakhan         | 21  | 19 | 6  | 3 | 10 | 16 | 20 | -4   |
| 13   | Akron Togliatti          | 21  | 19 | 5  | 6 | 8  | 20 | 23 | -3   |
| 14   | Veles Moscou             | 20  | 19 | 6  | 2 | 11 | 19 | 20 | -1   |
| 15   | FK Krasnodar-2           | 19  | 19 | 5  | 4 | 10 | 12 | 24 | -12  |
| 16   | Metallourg Lipetsk       | 17  | 19 | 5  | 2 | 12 | 18 | 41 | -23  |
| 17   | Tom Tomsk                | 16  | 19 | 4  | 4 | 11 | 27 | 37 | -10  |
| 18   | Olimp-Dolgoproudny       | 16  | 19 | 3  | 7 | 9  | 16 | 23 | -7   |
| 19   | Kamaz Naberejnye Tchelny | 13  | 19 | 2  | 7 | 10 | 9  | 24 | -15  |
| 20   | Tekstilchtchik Ivanovo   | 5   | 19 | 0  | 5 | 14 | 7  | 37 | -30  |

### Évolution du classement
Le tableau suivant récapitule le classement au terme de chacune des journées définies par le calendrier officiel. Les positions importantes telles que les places de promotion et de relégation sont indiquées par un fond coloré. Dans le cas où une équipe ne pouvant monter en première division se trouve dans une place de promotion, la position suivante devient alors promouvable.
Les équipes comptant un ou plusieurs matchs en retard sont marquées avec un petit exposant rouge à côté du classement indiquant le nombre de rencontres en moins à l'issue d'une journée donnée.
| Journées →     | 1  | 2  | 3  | 4  | 5  | 6  | 7  | 8  | 9  | 10 | 11 | 12 | 13 | 14 | 15 | 16 | 17 | 18 | 19 | 20 | 21 | 22 | 23 | 24 | 25 | 26 | 27 | 28 | 29 | 30 | 31 | 32 | 33 | 34 | 35 | 36 | 37 | 38 | Prom. | Barr. | Rel. |
| Équipe         |    |    |    |    |    |    |    |    |    |    |    |    |    |    |    |    |    |    |    |    |    |    |    |    |    |    |    |    |    |    |    |    |    |    |    |    |    |    |       |       |      |
| -------------- | -- | -- | -- | -- | -- | -- | -- | -- | -- | -- | -- | -- | -- | -- | -- | -- | -- | -- | -- | -- | -- | -- | -- | -- | -- | -- | -- | -- | -- | -- | -- | -- | -- | -- | -- | -- | -- | -- | ----- | ----- | ---- |
| Akron          | 16 | 9  | 8  | 9  | 11 | 14 | 15 | 16 | 17 | 15 | 15 | 15 | 15 | 14 | 12 | 10 | 8  | 8  | 7  | 8  | 7  | 8  | 7  | 8  | 8  | 9  | 9  | 9  | 8  | 8  | 8  | 9  | 10 | 11 | 9  | 9  | 9  | 9  |       |       | 1    |
| Alania         | 9  | 3  | 7  | 5  | 6  | 9  | 8  | 5  | 7  | 4  | 6  | 5  | 6  | 5  | 4  | 2  | 3  | 5  | 5  | 5  | 4  | 6  | 6  | 6  | 4  | 4  | 3  | 4  | 4  | 4  | 4  | 6  | 6  | 5  | 6  | 7  | 7  | 6  | 1     | 13    |      |
| Baltika        | 7  | 13 | 15 | 16 | 16 | 15 | 12 | 11 | 11 | 12 | 13 | 11 | 13 | 13 | 13 | 11 | 13 | 10 | 8  | 7  | 8  | 7  | 8  | 7  | 7  | 6  | 6  | 8  | 9  | 10 | 10 | 8  | 7  | 7  | 7  | 6  | 6  | 10 |       |       |      |
| Fakel          | 8  | 4  | 3  | 2  | 2  | 2  | 2  | 4  | 4  | 5  | 4  | 3  | 3  | 3  | 2  | 4  | 6  | 4  | 4  | 3  | 3  | 2  | 2  | 2  | 2  | 2  | 2  | 2  | 3  | 3  | 3  | 3  | 3  | 3  | 3  | 3  | 3  | 2  | 13    | 23    |      |
| Ienisseï       | 18 | 15 | 19 | 19 | 13 | 12 | 14 | 14 | 13 | 11 | 12 | 14 | 14 | 16 | 15 | 16 | 16 | 13 | 14 | 15 | 13 | 11 | 10 | 10 | 9  | 7  | 8  | 7  | 7  | 5  | 6  | 4  | 4  | 4  | 4  | 5  | 5  | 5  |       | 4     | 3    |
| Kamaz          | 10 | 6  | 5  | 10 | 8  | 6  | 9  | 7  | 3  | 7  | 7  | 10 | 9  | 9  | 9  | 9  | 10 | 11 | 9  | 10 | 10 | 12 | 11 | 11 | 13 | 13 | 13 | 14 | 14 | 14 | 16 | 16 | 17 | 17 | 17 | 17 | 17 | 17 |       | 1     | 6    |
| Kouban         | 17 | 14 | 20 | 20 | 20 | 17 | 17 | 18 | 16 | 19 | 18 | 19 | 20 | 20 | 20 | 20 | 20 | 19 | 17 | 16 | 17 | 17 | 17 | 16 | 16 | 16 | 16 | 16 | 17 | 17 | 15 | 15 | 14 | 14 | 13 | 13 | 13 | 12 |       |       | 22   |
| Krasnodar-2    | 13 | 18 | 18 | 11 | 12 | 10 | 10 | 10 | 12 | 9  | 10 | 9  | 10 | 10 | 11 | 14 | 14 | 16 | 16 | 17 | 16 | 14 | 12 | 13 | 12 | 14 | 14 | 13 | 12 | 12 | 12 | 12 | 9  | 9  | 10 | 10 | 11 | 11 |       |       | 3    |
| Metallourg     | 2  | 11 | 10 | 13 | 15 | 18 | 19 | 19 | 20 | 18 | 19 | 20 | 19 | 19 | 18 | 18 | 17 | 17 | 18 | 18 | 18 | 20 | 19 | 19 | 19 | 19 | 19 | 19 | 19 | 19 | 19 | 19 | 19 | 19 | 18 | 18 | 19 | 19 | 1     |       | 33   |
| Neftekhimik    | 5  | 7  | 9  | 6  | 7  | 5  | 7  | 9  | 8  | 6  | 8  | 7  | 5  | 7  | 7  | 6  | 5  | 3  | 3  | 4  | 6  | 5  | 5  | 5  | 6  | 5  | 5  | 5  | 6  | 7  | 7  | 7  | 8  | 8  | 8  | 8  | 8  | 8  |       | 3     |      |
| Olimp          | 19 | 16 | 16 | 18 | 19 | 20 | 16 | 15 | 15 | 17 | 17 | 16 | 16 | 15 | 16 | 13 | 11 | 15 | 15 | 14 | 14 | 15 | 15 | 15 | 15 | 15 | 15 | 15 | 15 | 15 | 14 | 14 | 15 | 15 | 15 | 15 | 15 | 15 |       |       | 6    |
| Orenbourg      | 1  | 1  | 2  | 7  | 5  | 3  | 3  | 2  | 2  | 2  | 1  | 2  | 2  | 1  | 1  | 1  | 1  | 1  | 1  | 2  | 1  | 1  | 1  | 1  | 1  | 1  | 1  | 1  | 1  | 1  | 1  | 1  | 1  | 1  | 1  | 1  | 2  | 3  | 33    | 3     |      |
| Rotor          | 14 | 12 | 12 | 14 | 10 | 11 | 13 | 13 | 10 | 13 | 11 | 12 | 11 | 11 | 10 | 12 | 12 | 14 | 13 | 13 | 15 | 16 | 16 | 17 | 17 | 17 | 18 | 18 | 18 | 18 | 18 | 18 | 18 | 18 | 19 | 19 | 18 | 18 |       |       | 15   |
| SKA            | 3  | 5  | 6  | 4  | 4  | 7  | 4  | 3  | 5  | 8  | 5  | 6  | 4  | 4  | 5  | 5  | 4  | 6  | 6  | 6  | 5  | 4  | 4  | 4  | 5  | 7  | 7  | 6  | 5  | 6  | 5  | 5  | 5  | 6  | 5  | 4  | 4  | 4  |       | 15    |      |
| Spartak-2      | 11 | 19 | 11 | 8  | 9  | 8  | 6  | 8  | 6  | 3  | 3  | 4  | 7  | 6  | 6  | 8  | 9  | 9  | 11 | 11 | 11 | 13 | 14 | 12 | 11 | 10 | 11 | 11 | 11 | 11 | 9  | 11 | 12 | 10 | 11 | 11 | 10 | 7  |       |       | 1    |
| Tekstilchtchik | 12 | 17 | 17 | 17 | 18 | 19 | 20 | 20 | 18 | 16 | 16 | 18 | 17 | 17 | 17 | 17 | 18 | 18 | 19 | 19 | 20 | 19 | 20 | 20 | 20 | 20 | 20 | 20 | 20 | 20 | 20 | 20 | 20 | 20 | 20 | 20 | 20 | 20 |       |       | 35   |
| Tomsk          | 15 | 8  | 13 | 15 | 17 | 13 | 11 | 12 | 14 | 14 | 14 | 13 | 12 | 12 | 14 | 15 | 15 | 12 | 12 | 12 | 12 | 10 | 13 | 14 | 14 | 12 | 12 | 12 | 13 | 13 | 13 | 13 | 13 | 13 | 14 | 14 | 14 | 14 |       |       | 1    |
| Torpedo        | 4  | 2  | 1  | 1  | 1  | 1  | 1  | 1  | 1  | 1  | 2  | 1  | 1  | 2  | 3  | 3  | 2  | 2  | 2  | 1  | 2  | 3  | 3  | 3  | 3  | 3  | 4  | 3  | 2  | 2  | 2  | 2  | 2  | 2  | 2  | 2  | 1  | 1  | 28    | 10    |      |
| Veles          | 6  | 10 | 4  | 3  | 3  | 4  | 5  | 6  | 9  | 10 | 9  | 8  | 8  | 8  | 8  | 7  | 7  | 7  | 10 | 9  | 9  | 9  | 9  | 9  | 10 | 11 | 10 | 10 | 10 | 9  | 11 | 10 | 11 | 12 | 12 | 12 | 12 | 13 |       | 4     |      |
| Volgar         | 20 | 20 | 14 | 12 | 14 | 16 | 18 | 17 | 19 | 20 | 20 | 17 | 18 | 18 | 19 | 19 | 19 | 20 | 20 | 20 | 19 | 18 | 18 | 18 | 18 | 18 | 17 | 17 | 16 | 16 | 17 | 17 | 16 | 16 | 16 | 16 | 16 | 16 |       |       | 26   |

1. ↑  Les rencontres de la 26e journée Metallourg Lipetsk-Torpedo Moscou et Fakel Voronej-Kamaz Naberejnye Tchelny sont reportées en raison en raison du mauvais état des pelouses après le passage de fortes averses.

## Distinctions individuelles
| Rang | Joueur                  | Club                   | Buts | Pen. | Min./but |
| ---- | ----------------------- | ---------------------- | ---- | ---- | -------- |
| 1    | Maksim Maksimov         | Fakel Voronej          | 22   | 4    | 119,82   |
| 2    | Aleksandr Iouchine      | Neftekhimik Nijnekamsk | 18   | 0    | 99,39    |
| 3    | Aleksandr Stavpets (en) | Tom Tomsk              | 17   | 9    | 139,59   |
| 4    | Moukhammad Soultonov    | Torpedo Moscou         | 15   | 2    | 163,53   |
| 5    | Joel Fameyeh (en)       | FK Orenbourg           | 15   | 4    | 130,53   |
| 6    | Islam Machoukov         | Alania Vladikavkaz     | 14   | 0    | 125,86   |
| 7    | David Karaïev           | SKA-Khabarovsk         | 14   | 7    | 171,71   |
| 8    | Amour Kalmykov          | Torpedo Moscou         | 13   | 0    | 154,38   |
| 9    | Vladislav Chitov        | Spartak-2 Moscou       | 13   | 0    | 179,62   |
| 10   | Artur Galoyan           | Veles Moscou           | 13   | 2    | 235,85   |

| Rang | Joueur               | Club                                    | Passes |
| ---- | -------------------- | --------------------------------------- | ------ |
| 1    | Khyzyr Appaïev       | Fakel Voronej                           | 12     |
| 1    | Moukhammad Soultonov | Torpedo Moscou                          | 12     |
| 3    | Aleksandr Gagloïev   | Kamaz Naberejnye Tchelny SKA-Khabarovsk | 11     |
| 3    | Merabi Ouridia       | Neftekhimik Nijnekamsk                  | 11     |
| 5    | David Kobessov       | Alania Vladikavkaz                      | 10     |
| 5    | Stepan Oganessian    | Spartak-2 Moscou                        | 10     |
| 7    | Roman Akbachev       | Fakel Voronej                           | 9      |
| 7    | Vaguiz Galiouline    | Neftekhimik Nijnekamsk                  | 9      |
| 7    | Artur Galoyan        | Veles Moscou                            | 9      |

### Récompenses mensuelles
Chaque mois, la FNL ainsi que les spectateurs du championnat désignent chacun un entraîneur et un joueur du mois. Le tableau suivant récapitule les différents vainqueurs de ces titres honorifiques. Le prix n'est pas attribué entre décembre et février en raison de la trêve hivernale.
| Mois       | Joueur du mois          | Joueur du mois         | Joueur du mois          | Joueur du mois        | Entraîneur du mois   | Entraîneur du mois     | Entraîneur du mois    | Entraîneur du mois    |
| Mois       | Selon la FNL            | Selon la FNL           | Selon les spectateurs   | Selon les spectateurs | Selon la FNL         | Selon la FNL           | Selon les spectateurs | Selon les spectateurs |
| Mois       | Joueur                  | Club                   | Joueur                  | Club                  | Entraîneur           | Club                   | Entraîneur            | Club                  |
| ---------- | ----------------------- | ---------------------- | ----------------------- | --------------------- | -------------------- | ---------------------- | --------------------- | --------------------- |
| Juillet,   | Roman Akbachev          | Fakel Voronej          | Aïoub Batsouïev         | Veles Moscou          | Oleg Vassilenko      | Fakel Voronej          | Artiom Koulikov       | Veles Moscou          |
| Août,      | David Karaïev           | SKA-Khabarovsk         | Dmitri Tarasov          | Veles Moscou          | Aleksandr Borodiouk  | Torpedo Moscou         | Aleksandr Borodiouk   | Torpedo Moscou        |
| Septembre, | Khyzyr Appaïev          | Fakel Voronej          | Vladislav Lazarev       | Baltika Kaliningrad   | Kirill Novikov       | Neftekhimik Nijnekamsk | Oleg Vassilenko       | Fakel Voronej         |
| Octobre,   | Aleksandr Iouchine      | Neftekhimik Nijnekamsk | Islamitdine Abdoullaïev | Rotor Volgograd       | Sergueï Ignachevitch | Baltika Kaliningrad    | Vladimir Jăpălău      | Akron Togliatti       |
| Novembre,  | Aleksandr Stavpets (en) | Tom Tomsk              | Ilia Smirnov            | Fakel Voronej         | Viktor Treniev       | Ienisseï Krasnoïarsk   | Oleg Vassilenko       | Fakel Voronej         |
| Mars,      | Andreï Okladnikov       | Ienisseï Krasnoïarsk   | Non attribué            | Non attribué          | Sultan Tazabaïev     | Ienisseï Krasnoïarsk   | Andranik Babaïan      | Volgar Astrakhan      |
| Avril,     | Maksim Maksimov         | Fakel Voronej          | Non attribué            | Non attribué          | Robert Ievdokimov    | Kouban Krasnodar       | Robert Ievdokimov     | Kouban Krasnodar      |
| Mai,       | Alekseï Pomerko (en)    | Torpedo Moscou         | Non attribué            | Non attribué          | Oleg Vassilenko      | Fakel Voronej          | Oleg Vassilenko       | Fakel Voronej         |

1. ↑  Bien qu'Igor Picușceac soit dans les faits l'entraîneur principal de l'Akron Togliatti, c'est Vladimir Jăpălău qui est inscrit à ce poste auprès de la FNL, en raison du manque de diplômes de Picuşceac, et donc lui qui remporte le prix.
2. ↑  Bien que Vadim Garanine soit dans les faits l'entraîneur principal du Ienisseï Krasnoïarsk, c'est Sultan Tazabaïev qui est inscrit à ce poste auprès de la FNL, en raison du manque de diplômes de Garanine, et donc lui qui remporte le prix.

### Récompenses de la saison
La liste suivante détaille les différentes distinctions individuelles distribuées à l'issue de la saison par la FNL.
- Meilleur joueur :  Moukhammad Soultonov (Torpedo Moscou)
- Meilleur gardien :  Vitali Botnar (Torpedo Moscou)
- Meilleur défenseur :  Artiom Mechtchaninov (en) (Baltika Kaliningrad)
- Meilleur milieu :  Aleksandr Zotov (en) (Ienisseï Krasnoïarsk)
- Meilleur attaquant :  Maksim Maksimov (Neftekhimik Nijnekamsk)
- Meilleur jeune :  Vladislav Chitov (Spartak-2 Moscou)
- Révélation de la saison :  Andreï Okladnikov (Ienisseï Krasnoïarsk)
- Meilleur joueur étranger :  Joel Fameyeh (en) (FK Orenbourg)
- Meilleur entraîneur :  Oleg Vassilenko (Fakel Voronej)

## Parcours des clubs en Coupe de Russie
Dix-huit des vingt clubs de la FNL prennent part à la Coupe de Russie 2021-2022, les deux équipes réserves du championnat n'étant pas autorisées à y participer. La saison précédente avait notamment vu le Krylia Sovetov Samara, champion du deuxième échelon, atteindre la finale avant de s'incliner face au Lokomotiv Moscou.
L'ensemble des clubs participants sont exempts des deux premiers tours. Par la suite, quatorze d'entre eux entrent en lice au stade du troisième tour où ils sont opposés entre eux afin de déterminer les sept derniers participants de la phase de groupes. Cette dernière étape voit l'arrivée des quatre dernières équipes de la deuxième division, qui sont le relégué Rotor Volgograd ainsi que les trois meilleurs non-promus de la saison 2020-2021, soit le FK Orenbourg, l'Alania Vladikavkaz et le Baltika Kaliningrad. Durant cette phase, les trente-trois équipes restantes sont réparties en onze groupes de trois contenant chacune une équipe des deux premières divisions auxquelles s'ajoute un club des autres divisions inférieures. Le premier de chaque groupe se qualifie alors pour les huitièmes de finale.
Pas moins de six équipes de la deuxième division sortent vainqueurs de leurs groupes respectifs et se qualifient pour les huitièmes de finale : l'Alania Vladikavkaz, le Baltika Kaliningrad, le Ienisseï Krasnoïarsk, le Kamaz Naberejnye Tchelny, le Kouban Krasnodar et le Rotor Volgograd. Pas moins de trois clubs atteignent les quarts de finale, le Ienisseï signant la victoire la plus marquante en s'imposant 4-0 sur la pelouse du Lokomotiv Moscou, tenant du titre. Dans le même temps, l'Alania l'emporte contre l'Arsenal Toula (1-0) tandis que le Baltika s'impose face au Tchaïka Pestchanokopskoïe, pensionnaire de la troisième division (3-0).
À l'issue des quarts de finale, deux équipes sont encore en course dans la compétition : l'Alania, vainqueur du Zénith Saint-Pétersbourg aux tirs au but après un match nul 2-2, ainsi que le Ienisseï, qui l'emporte de son côté contre le Rubin Kazan (3-1). Le Baltika est pour sa part éliminé par le Dynamo Moscou aux tirs au but. Les deux sont cependant éliminés lors des demi-finales, Vladikavkaz tombant face au Dynamo Moscou (0-3) tandis que le Ienisseï est battu par le Spartak Moscou (0-3).
| Manche        | Troisième tour | Phase de groupes | Huitièmes de finale | Quarts de finale | Demi-finales | Finale |
| ------------- | -------------- | ---------------- | ------------------- | ---------------- | ------------ | ------ |
| Clubs engagés | 14 (36)        | 11 (33)          | 6 (16)              | 3 (8)            | 2 (4)        | - (2)  |

Entre parenthèses, le nombre total de clubs engagés à chaque tour